# Vacunación contra la COVID-19 en Hidalgo
La vacunación contra la COVID-19 en el estado de Hidalgo es la estrategia para vacunar contra la COVID-19 a la población estatal; forma parte de la estrategia de vacunación contra la COVID-19 en México; en el marco de un esfuerzo mundial para combatir la pandemia de COVID-19. En el estado de Hidalgo se han utilizado las vacunas: Convidecia (Ad5-nCoV) de CanSino Biologics; Covishield (AZD1222) de Oxford y AstraZeneca; CoronaVac de Sinovac Biotech; y Tozinamerán (BNT162b2) de Pfizer y BioNTech.
El 22 de diciembre de 2020, el titular de la Secretaría de Salud del Estado de Hidalgo, informó del primer hidalguense en ser vacunado contra la COVID-19, con la vacuna Tozinamerán (BNT162b2); un médico originario del municipio de Tulancingo de Bravo, que se encontraba realizando su subespecialidad en el Tel Aviv Medical Center, en Tel Aviv, Israel.
La vacunación empezó el 13 de enero de 2021, con una enfermera y un médico del Hospital General de Zona número 1 del IMSS en Pachuca de Soto, quienes fueron los dos primeros vacunados en territorio hidalguense, fecha en la que empezó la vacunación de personal médico. La vacunación del grupo de población de 60 años y más, empezó el 15 de febrero de 2021; concluyendo con este sector el 4 de junio de 2021.
Del 12 al 14 de mayo de 2021 se vacunó a personal docente de todos los niveles educativos, así como de planteles públicos y privados. El 4 de mayo de 2021, inició la vacunación de personas de 50 a 59 años. El 12 de mayo de 2021, se informó que se empezaría a vacunar a las mujeres embarazadas mayores de edad y con más de 9 semanas de gestación; correspondiendo las fechas con las programas de vacunación en sus municipios correspondientes.
El 8 de junio de 2021, empezó la vacunación para personas de 40 a 49 años de edad.  El 23 de junio de 2021, el gobernador de Hidalgo, Omar Fayad, fue vacunado dentro del grupo de 50 a 59 años en Pachuca de Soto; no se específico si fue la primera o la segunda dosis que recibe.

## Antecedentes
En diciembre de 2019, la Organización Mundial de la Salud dio a conocer la existencia de la enfermedad infecciosa COVID-19, ocasionada por el virus SARS-CoV-2, tras suscitarse un brote en la ciudad de Wuhan, China. El 28 de febrero de 2020, se confirmaron los primeros casos en México: un italiano de 35 años de edad, residente de la Ciudad de México, y un ciudadano del estado de Hidalgo que se encontraba en el estado de Sinaloa.
En el estado de Hidalgo inició el 19 de marzo de 2020, cuando se confirmaron de forma oficial los primeros dos casos, detectados en los municipios de Pachuca de Soto y Mineral de la Reforma. El Gobierno de Hidalgo implementó el operativo “Escudo” para desarrollar distintas medidas preventivas de contagios. El 23 de marzo de 2020, comenzó la suspensión de actividades presenciales, así como el cierre de escuelas. El 27 de marzo se reportó de forma oficial la primera muerte en Pachuca de Soto.
De noviembre a diciembre de 2020, en la Asociación Mexicana para la Investigación Clínica (AMIC), ubicada en Pachuca; se realizaron ensayos de fase III de la vacuna Convidicea (Ad5-nCoV) del laboratorio CanSino Biologics; el estudio se realizó durante seis semanas en 600 voluntarios.

## Etapas de vacunación

### Distintos sectores de población

#### Vacunación de personal médico y arribo de vacunas

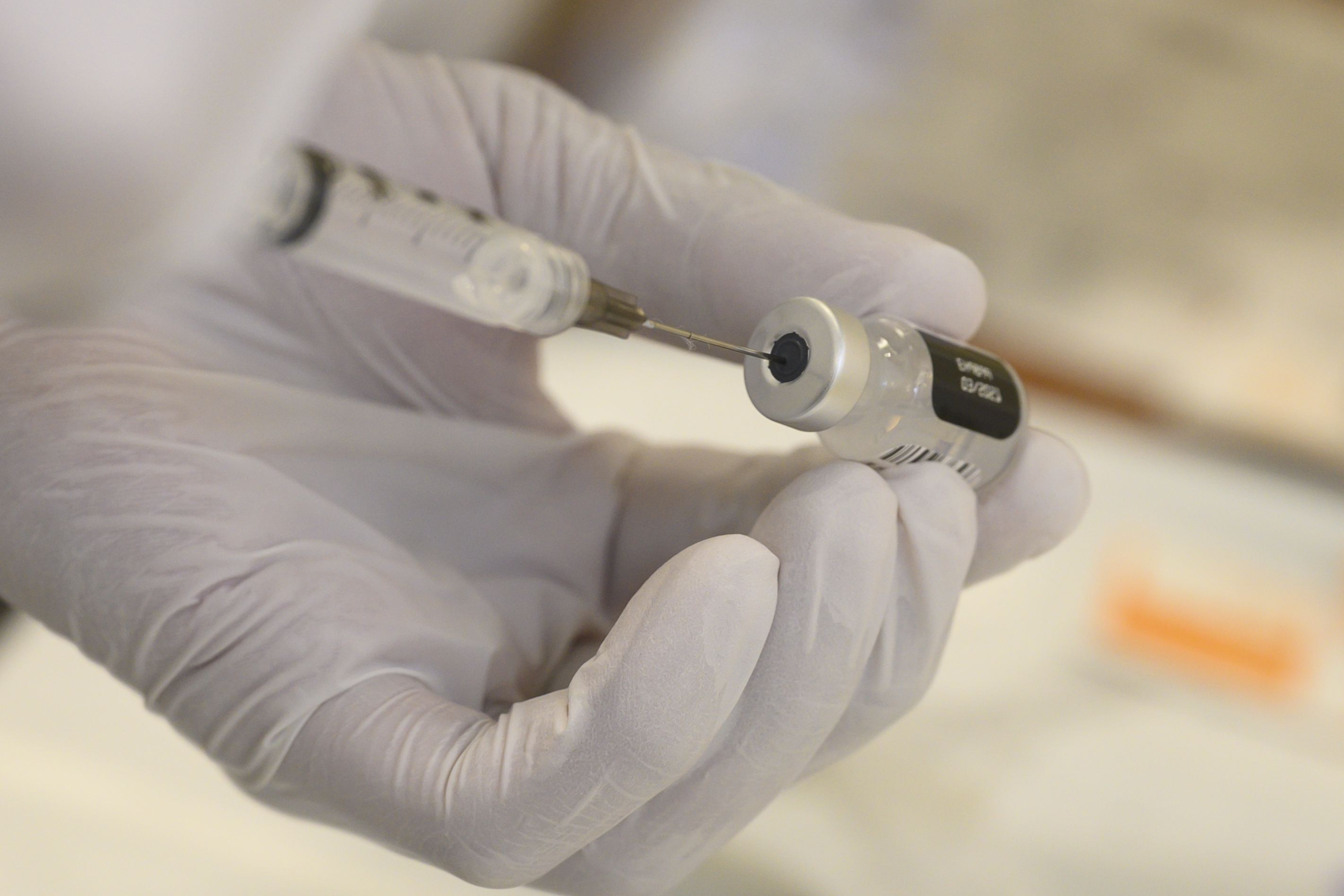
Vacuna Tozinamerán (BNT162b2) de BioNTech y Pfizer.

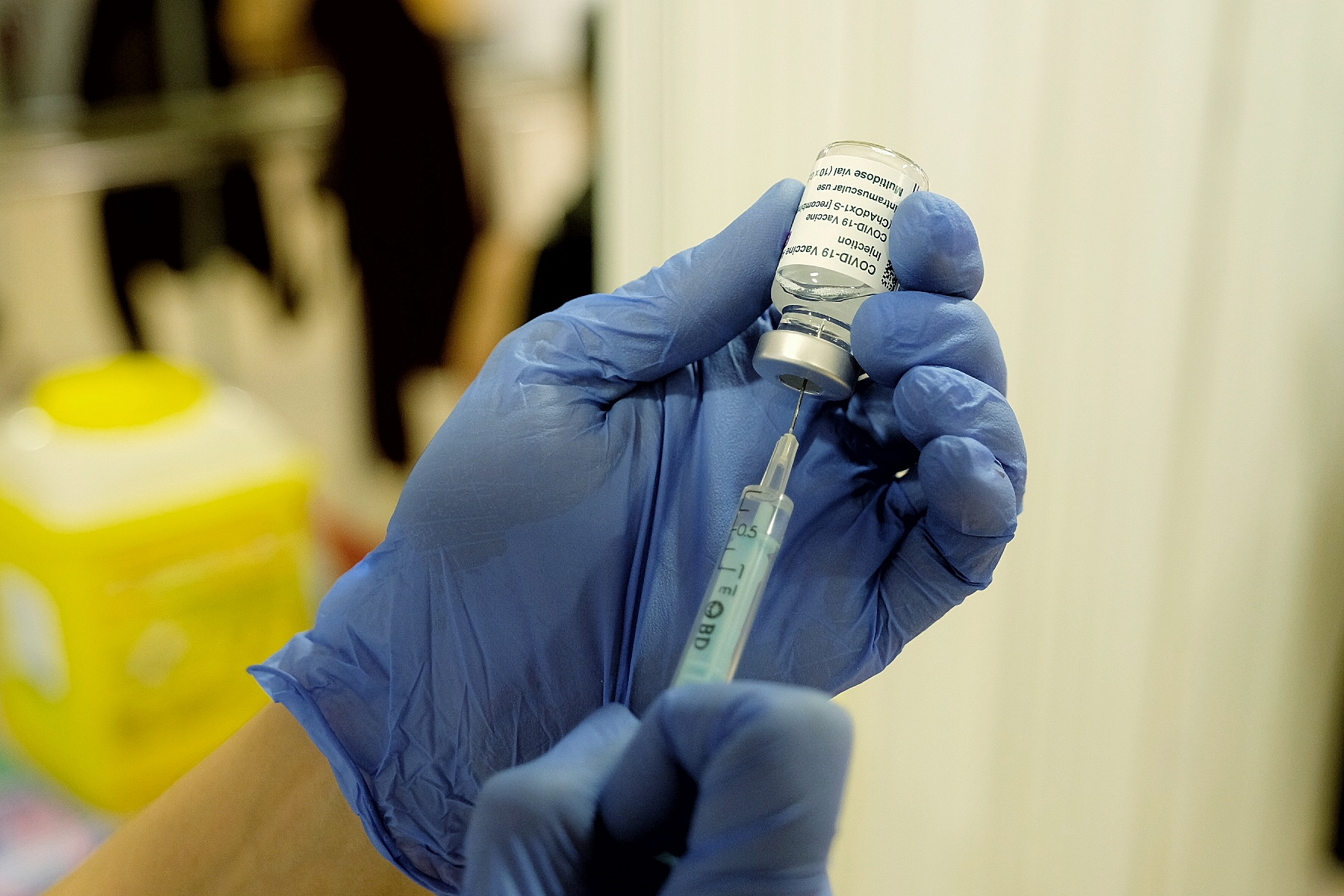
Vacuna AZD1222 de AstraZeneca y la Universidad de Oxford.

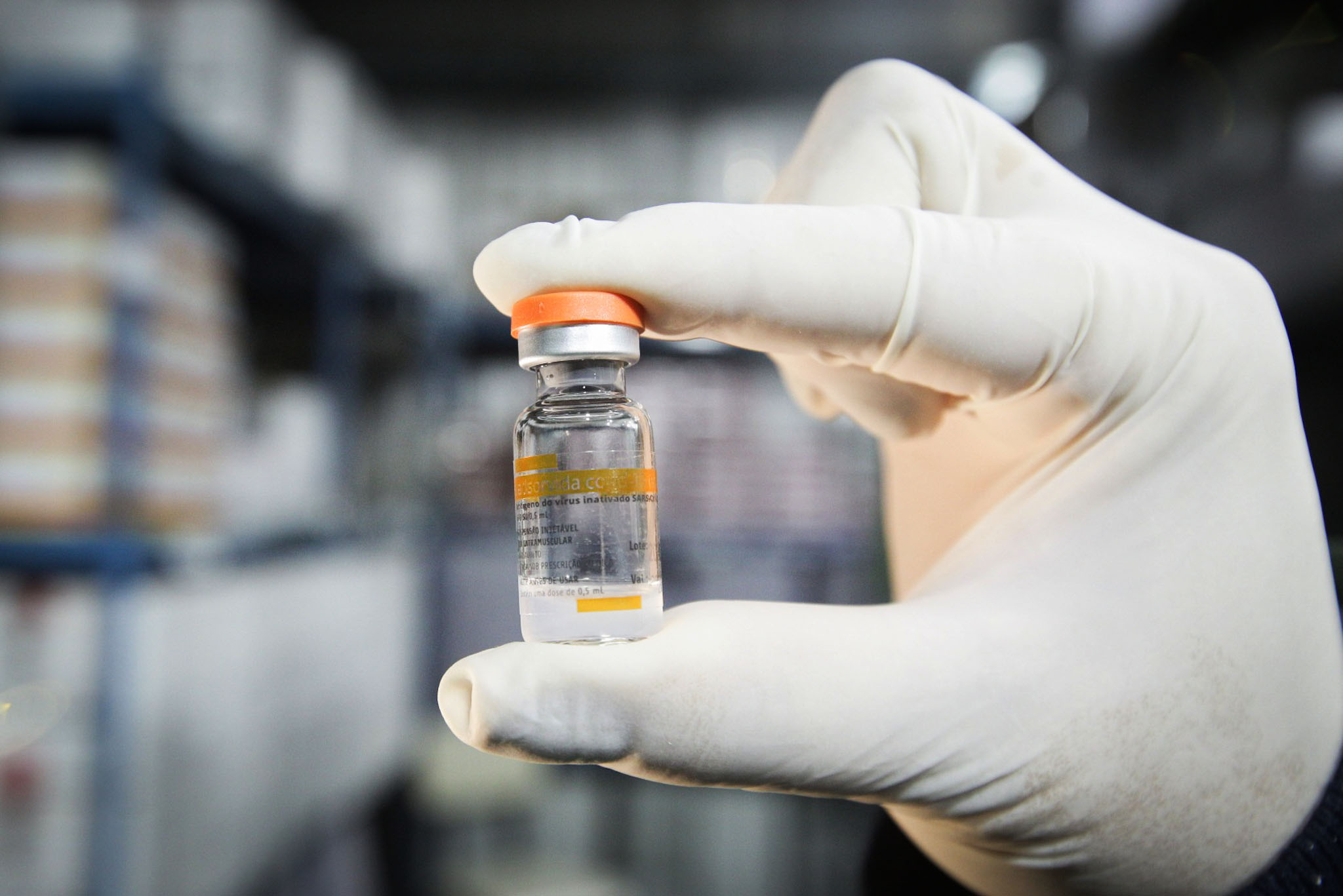
Vacuna CoronaVac de Sinovac Biotech.

El 12 de enero de 2021, arribó a la 18 zona militar en Pachuca de Soto, la primera dotación de 9759 vacunas Tozinamerán (BNT162b2) de BioNTech y Pfizer; el 13 de enero de 2021, una enfermera y un médico del Hospital General de Zona número 1 del IMSS en Pachuca, fueron los dos primeros vacunados en Hidalgo. El 20 de enero, llegó un segundo lote de vacunas Tozinamerán; unas 1950 vacunas equivalentes a 390 frascos. Del 25 de enero al 12 de febrero México dejó de recibir las vacunas Pfizer, lo que obligó a un cambio en el calendario de vacunación.
El 14 de febrero, llegó a Hidalgo un lote de vacunas AZD1222 de la Universidad de Oxford y AstraZeneca; un lote de 21 770 dosis. El 16 de febrero de 2021, llegó lote de 1220 dosis de la vacuna Tozinamerán, el tercer lote de la vacuna de  BioNTech y Pfizer. El 17 de febrero, llegaron unas 9750 vacunas Tozinamerán; y se comenzó la vacunación de la segunda dosis de la vacuna Tozinamerán.
El 23 de febrero, llegó un lote de 10 725 dosis de la vacuna Tozinamerán, el cuarto lote de Pfizer y BioNTech; unas 1945 fueron para segundas dosis del personal de salud y 5855 fueron para primeras dosis de los trabajadores de primera línea en los hospitales COVID-19. El 23 de marzo de 2021, llegó a Hidalgo un lote de 19 200 vacunas sinovac y el 24 marzo 17 660 vacunas de Pfizer y BioNTech. El 29 de marzo de 2021, llegó a Hidalgo un lote de 75 000 vacunas de AstraZeneca, 20 400 de Sinovac, y 82 980 de  CanSino.
El 23 de abril de 2021, se informó que en Hidalgo hay 33 000 trabajadores de salud, de los cuales solo 18 000 cuentan con el esquema completo, 13 000 no han recibido la primera dosis y 14 000 están pendientes de recibir el segundo dosis. El 23 de abril de 2021, Arturo Chávez González, presidente de la Federación Hidalguense de Migrantes en Texas, Estados Unidos; informó que 100 000 hidalguenses que radican en esa entidad ya fueron vacunados.
El 7 de mayo de 2021, comenzó la vacunación de médicos, enfermeros, laboratoristas, terapeutas y odontólogos del sector privado. Para esta etapa se aplicaron 550 dosis para sector público y 4758 dosis para sector privado. Se aplicó la vacuna de Pfizer en diferentes sedes como el Hospital General de Pachuca, Tulancingo, Tula y Huejutla, así como el Hospital Covid-19 de Pachuca y de Actopan.
El 17 de mayo de 2021, se vacunaron 15 policías estatales adscritos al Instituto de Formación Profesional (IFP), dependiente de la Secretaría de Seguridad Pública de Hidalgo (SSPH). Se determinó que serían inoculados los elementos que, capacitan a agentes en adiestramiento. El 24 de mayo de 2021, diez mil vacunas se mandaron por traslado aéreo a la zona de la huasteca. El 31 de mayo de 2021, se realizó el puente aéreo para llevar las vacunas contra covid -19 a Zacualtipán y Huejutla.

#### Vacunación de maestros
El 16 de abril de 2021, el subsecretario de la Secretaría de Salud, Hugo López-Gatell Ramírez, presentó el calendario de vacunación nacional para maestros docentes; en Hidalgo el titular de la Secretaría de Educación Pública de Hidalgo (SEPH), Atilano Rodríguez, informó el calendario del 12 al 14 de mayo. Se contempló inocular a más de 82 mil educadores de todos los niveles educativos, así como de planteles públicos y privados. Destacó la vacunación de cerca de seis mil trabajadores de la UAEH. Se determinaron treinta y un centros, para aplicar la vacuna al personal docente, y se aplicó la vacuna Convidecia (Ad5-nCoV) de CanSino Biologics.
En la Secundaria General No.1 Miguel Hidalgo en Actopan, se vacunaron a maestros de los municipios de Actopan, El Arenal, Santiago de Anaya, y San Salvador; en la Primaria Justo Sierra en Progreso, los maestros de Mixquiahuala de Juárez y Progreso de Obregón; en la Secundaria Técnica n.º 14 en Tepatepec, los de Francisco I. Madero; en la Escuela Superior Apan los maestros de Almoloya, Apan, Emiliano Zapata, Tepeapulco y Tlanalapa; y en la Secundaria Jorge Viesca Palma en Atotonilco los maestros de Atotonilco El Grande, Huasca de Ocampo, Omitlán de Juárez, Acatlán y Mineral del Chico. En la Primaria Fausta Caretta de la Vega en Huejutla se vacunaron los maestros de Huazalingo, Huejutla de Reyes, Jaltocán y San Felipe Orizatlán.
En el CECyTEH Atlapexco, los maestros de Huautla, Yahualica, Atlapexco y Xochiatipan; en la Primaria General Julián Villagrán en Huichapan, los maestros de Chapantongo, Huichapan y Nopala de Villagrán; en la Primaria Ignacio Manuel Altamirando en Tecozautla, los de Tecozautla; en la  Secundaria Justo Sierra en Ixmiquilpan, los maestros de Alfajayucan, Cardonal, Chilcuautla, Ixmiquilpan y Tasquillo; en la Secundaria General Agustín Melgar en Chapulhuacán, los maestros de Chapulhuacán y Pisaflores; en la Primaria El Pensador Mexicano en Jacala, los maestros de La Misión y Jacala de Ledezma; en el CECyTEH Meztitlán, los maestros de Eloxochitlán, Juárez Hidalgo, Tlahuiltepa, San Agustín Metzquititlán y Metztitlán; en el CBTA Molango los maestros de Calnali, Molango de Escamilla, Lolotla y Xochicoatlán; y en la Secundaria General Jesús Reyes Heroles en Tlanchinol los de Tepehuacán de Guerrero y Tlanchinol.
En el CECyTEH Acaxochitlán, los de Acaxochitlán, Agua Blanca de Iturbide y Metepec; en la Universidad Intercultural del Estado de Hidalgo en Tenango los de Huehuetla, San Bartolo Tutotepec y Tenango de Doria; en el Polifórum Carlos Martínez Balmori en Carboneras (Mineral de la Reforma) los de Epazoyucan, Mineral del Monte y San Agustín Tlaxiaca; en la Ciudad del Conocimiento y la Cultura los de Pachuca de Soto; en el CBTis 8 20 los de Mineral de la Reforma. En las sedes del Centro Regional de Educación Normal Benito Juárez, el Instituto Tecnológico de Pachuca y el CBTis 222, los trabajadores del sector educativo que tengan su centro de trabajo en Pachuca.
En la Primaria Melchor Ocampo de Tepeji del Río los de Atotonilco de Tula y Tepeji del Río; en la Secundaria Benito Juárez en Tlaxcoapan los de Ajacuba, Atitalaquia, Tetepango y Tlaxcoapan; en la Primaria Reynaldo Gómez en Zapotlán los de Zapotlán de Juárez, Tizayuca, Tolcayuca y Villa de Tezontepec. En el Auditorio Municipal de Zempoala los de Zempoala; en la Universidad Tecnológica de Tula-Tepeji los de Tepetitlán, Tezontepec de Aldama, Tlahuelilpan y Tula de Allende; en la Universidad Tecnológica de Tulancingo los de Tulancingo de Bravo, Cuautepec de Hinojosa, Santiago Tulantepec de Lugo Guerrero y Singuilucan; en la secundaria General Teófilo Rivera en Zacualtipán, los de Tianguistengo y Zacualtipán; y en la Secundarias General Felipe Ángeles, en Zimapán, los de Nicolás Flores, Pacula y Zimapán.

#### Mujeres embarazadas
El 12 de mayo de 2021, la Delegación de Programas para el Bienestar Hidalgo informó que se empezaría a vacunar a las mujeres embarazadas mayores de edad y con más de 9 semanas de gestación. Correspondiendo las fechas con las programas en sus municipios correspondientes.

### Resto de población

#### Vacunación de personas de 60 años y más

Tipo de vacuna aplicada para personas de 60 años y más en el Estado de Hidalgo:
Oxford-AstraZeneca
Pfizer-BioNTech
Sinovac
CanSino

La vacunación de personas de 60 años y más, empezó el 15 de febrero de 2021. La vacuna Convidecia (Ad5-nCoV) de CanSino Biologics), fue aplicada en 37 municipios; la vacuna Covishield (AZD1222) de Oxford y AstraZeneca, fue aplicada en 22 municipios; la vacuna CoronaVac de Sinovac Biotech, fue aplicada en 17 municipios; y la vacuna Tozinamerán ([BNT162b2) de BioNTech y Pfizer, fue aplicada en 8 municipios. El 29 de marzo de 2021, se realizó la vacunación de adultos mayores rezagados de Pachuca, Mineral del Monte, San Agustín Tlaxiaca y Zempoala; en el Polideportivo del Centro Universitario Metropolitano Hidalgo (CEUMH), en Tulipanes, Mineral de la Reforma.
En el municipio de San Salvador, destacó una persona al presentar su fe de bautismo como una identificación. Al no contar con un acta de nacimiento, ni un CURP, como documento oficial, según la fe de bautismo, recibió el sacramento el 4 de febrero de 1957, y según señala el documento, nació el 22 de abril de 1956. La historia sobresalió entre los habitantes de la comunidad Demacu y se hizo viral en las redes sociales. En la Sierra Otomí Tepehua, por medio de redes sociales se difundieron imágenes de personas que trasladan, sobre la espalda y en camilla, a adultos mayores de la región para que reciban su vacuna.
| Municipio                            | Fecha                 | Fecha                 | Vacuna    | Vacuna             |
| Municipio                            | Inicio                | Fin                   | Tipo      | Marca              |
| ------------------------------------ | --------------------- | --------------------- | --------- | ------------------ |
| Huejutla de Reyes                    | 15 de febrero de 2021 | 26 de febrero de 2021 | 1.º dosis | BioNTech-Pfizer    |
| Huejutla de Reyes                    | 27 de abril de 2021   | 30 de abril de 2021   | 2.ª dosis | BioNTech-Pfizer    |
| Atlapexco                            | 15 de febrero de 2021 | 26 de febrero de 2021 | 1.º dosis | BioNTech-Pfizer    |
| Atlapexco                            | 27 de abril de 2021   | 30 de abril de 2021   | 2.ª dosis | BioNTech-Pfizer    |
| Villa de Tezontepec                  | 15 de febrero de 2021 | 18 de febrero de 2021 | 1.º dosis | BioNTech-Pfizer    |
| Villa de Tezontepec                  | 27 de abril de 2021   | 29 de abril de 2021   | 2.ª dosis | BioNTech-Pfizer    |
| Tolcayuca                            | 18 de febrero de 2021 | 18 de febrero de 2021 | 1.º dosis | BioNTech-Pfizer    |
| Tolcayuca                            | 3 de marzo de 2021    | 5 de marzo de 2021    | 1.º dosis | BioNTech-Pfizer    |
| Tolcayuca                            | 27 de abril de 2021   | 29 de abril de 2021   | 2.ª dosis | BioNTech-Pfizer    |
| Jaltocán                             | 24 de febrero de 2021 | 1 de marzo de 2021    | 1.º dosis | Oxford-AstraZeneca |
| Jaltocán                             | 27 de abril de 2021   | 30 de abril de 2021   | 2.ª dosis | Oxford-AstraZeneca |
| Atitalaquia                          | 24 de febrero de 2021 | 10 de marzo de 2021   | 1.º dosis | BioNTech-Pfizer    |
| Atitalaquia                          | 1 de abril de 2021    | 21 de abril de 2021   | 2.ª dosis | BioNTech-Pfizer    |
| Zapotlán de Juárez                   | 3 de marzo de 2021    | 5 de marzo de 2021    | 1.º dosis | BioNTech-Pfizer    |
| Zapotlán de Juárez                   | 27 de abril de 2021   | 29 de abril de 2021   | 2.ª dosis | BioNTech-Pfizer    |
| Pachuca de Soto                      | 8 de marzo de 2021    | 12 de marzo de 2021   | 1.º dosis | BioNTech-Pfizer    |
| Pachuca de Soto                      | 12 de abril de 2021   | 16 de abril de 2021   | 2.ª dosis | BioNTech-Pfizer    |
| Acatlán                              | 9 de marzo de 2021    | 12 de marzo de 2021   | 1.º dosis | Sinovac            |
| Acatlán                              | 6 de abril de 2021    | 10 de abril de 2021   | 2.ª dosis | Sinovac            |
| Agua Blanca de Iturbide              | 9 de marzo de 2021    | 12 de marzo de 2021   | 1.º dosis | Sinovac            |
| Agua Blanca de Iturbide              | 6 de abril de 2021    | 14 de abril de 2021   | 2.ª dosis | Sinovac            |
| Acaxochitlán                         |                       | 12 de marzo de 2021   | 1.º dosis | Sinovac            |
| Acaxochitlán                         | 6 de abril de 2021    | 14 de abril de 2021   | 2.ª dosis | Sinovac            |
| Huehuetla                            | 9 de marzo de 2021    | 12 de marzo de 2021   | 1.º dosis | Sinovac            |
| Huehuetla                            | 5 de abril de 2021    | 14 de abril de 2021   | 2.ª dosis | Sinovac            |
| Metepec                              | 9 de marzo de 2021    | 12 de marzo de 2021   | 1er dosis | Sinovac            |
| Metepec                              | 6 de abril de 2021    | 9 de abril de 2021    | 2.ª dosis | Sinovac            |
| San Bartolo Tutotepec                | 9 de marzo de 2021    | 12 de marzo de 2021   | 1er dosis | Sinovac            |
| San Bartolo Tutotepec                | 6 de abril de 2021    | 14 de abril de 2021   | 2.ª dosis | Sinovac            |
| Tenango de Doria                     | 9 de marzo de 2021    | 12 de marzo de 2021   | 1er dosis | Sinovac            |
| Tenango de Doria                     | 6 de abril de 2021    | 14 de abril de 2021   | 2.ª dosis | Sinovac            |
| Tulancingo de Bravo                  | 16 de marzo de 2021   | 20 de marzo de 2021   | 1er dosis | Sinovac            |
| Tulancingo de Bravo                  | 19 de abril de 2021   | 23 de abril de 2021   | 2.ª dosis | Sinovac            |
| Mineral de la Reforma                | 17 de marzo de 2021   | 20 de marzo de 2021   | 1er dosis | BioNTech-Pfizer    |
| Mineral de la Reforma                | 20 de abril de 2021   | 23 de abril de 2021   | 2.ª dosis | BioNTech-Pfizer    |
| Zempoala                             | 18 de marzo de 2021   | 20 de marzo de 2021   | 1er dosis | BioNTech-Pfizer    |
| Zempoala                             | 20 de abril de 2021   | 23 de abril de 2021   | 2.ª dosis | BioNTech-Pfizer    |
| Mineral del Monte                    | 22 de marzo de 2021   | 25 de marzo de 2021   | 1er dosis | BioNTech-Pfizer    |
| Mineral del Monte                    | 20 de abril de 2021   | 23 de abril de 2021   | 2.ª dosis | BioNTech-Pfizer    |
| Cuautepec de Hinojosa                | 22 de marzo de 2021   | 27 de marzo de 2021   | 1er dosis | Sinovac            |
| Cuautepec de Hinojosa                | 26 de abril de 2021   | 27 de abril de 2021   | 2.ª dosis | Sinovac            |
| Cuautepec de Hinojosa                | 4 de mayo de 2021     | 6 de mayo de 2021     | 2.ª dosis | Sinovac            |
| Santiago Tulantepec de Lugo Guerrero | 24 de marzo de 2021   | 27 de marzo de 2021   | 1er dosis | Sinovac            |
| Santiago Tulantepec de Lugo Guerrero | 26 de abril de 2021   | 27 de abril de 2021   | 2.ª dosis | Sinovac            |
| Santiago Tulantepec de Lugo Guerrero | 4 de mayo de 2021     | 6 de mayo de 2021     | 2.ª dosis | Sinovac            |
| Apan                                 | 25 de marzo de 2021   | 31 de marzo de 2021   | 1er dosis | Sinovac            |
| Apan                                 | 4 de mayo de 2021     | 7 de mayo de 2021     | 2.ª dosis | Sinovac            |
| Almoloya                             | 25 de marzo de 2021   | 31 de marzo de 2021   | 1er dosis | Sinovac            |
| Almoloya                             | 4 de mayo de 2021     | 6 de mayo de 2021     | 2.ª dosis | Sinovac            |
| Emiliano Zapata                      | 25 de marzo de 2021   | 31 de marzo de 2021   | 1er dosis | Sinovac            |
| Emiliano Zapata                      | 4 de mayo de 2021     | 7 de mayo de 2021     | 2.ª dosis | Sinovac            |
| Epazoyucan                           | 25 de marzo de 2021   | 29 de marzo de 2021   | 1er dosis | Sinovac            |
| Epazoyucan                           | 4 de mayo de 2021     | 7 de mayo de 2021     | 2.ª dosis | Sinovac            |
| Mineral del Chico                    | 25 de marzo de 2021   | 27 de marzo de 2021   | 1er dosis | BioNTech-Pfizer    |
| Mineral del Chico                    | 20 de abril de 2021   | 23 de abril de 2021   | 2.ª dosis | BioNTech-Pfizer    |
| San Agustín Tlaxiaca                 | 25 de marzo de 2021   | 27 de marzo de 2021   | 1er dosis | BioNTech-Pfizer    |
| San Agustín Tlaxiaca                 | 27 de abril de 2021   | 28 de abril de 2021   | 2.ª dosis | BioNTech-Pfizer    |
| Singuilucan                          | 25 de marzo de 2021   | 27 de marzo de 2021   | 1er dosis | Sinovac            |
| Singuilucan                          | 4 de mayo de 2021     | 7 de mayo de 2021     | 2.ª dosis | Sinovac            |
| Tlanalapa                            | 25 de marzo de 2021   | 31 de marzo de 2021   | 1er dosis | Sinovac            |
| Tlanalapa                            | 4 de mayo de 2021     | 7 de mayo de 2021     | 2.ª dosis | Sinovac            |
| Tepeapulco                           | 25 de marzo de 2021   | 31 de marzo de 2021   | 1er dosis | Sinovac            |
| Tepeapulco                           | 4 de mayo de 2021     | 8 de mayo de 2021     | 2.ª dosis | Sinovac            |
| Tizayuca                             | 25 de marzo de 2021   | 28 de marzo de 2021   | 1er dosis | BioNTech-Pfizer    |
| Tizayuca                             | 29 de abril de 2021   | 1 de mayo de 2021     | 2.ª dosis | BioNTech-Pfizer    |
| Tlahuelilpan                         | 31 de marzo de 2021   | 2 de abril de 2021    | 1er dosis | Oxford-AstraZeneca |
| Tlahuelilpan                         | 1 de junio de 2021    | 3 de junio de 2021    | 2.ª dosis | Oxford-AstraZeneca |
| Mixquiahuala de Juárez               | 31 de marzo de 2021   | 3 de abril de 2021    | 1er dosis | Oxford-AstraZeneca |
| Mixquiahuala de Juárez               | 31 de mayo de 2021    | 2 de junio de 2021    | 2.ª dosis | Oxford-AstraZeneca |
| Tetepango                            | 31 de marzo de 2021   | 2 de abril de 2021    | 1er dosis | Oxford-AstraZeneca |
| Tetepango                            | 31 de mayo de 2021    | 1 de junio de 2021    | 2.ª dosis | Oxford-AstraZeneca |
| Actopan                              | 31 de marzo de 2021   | 3 de abril de 2021    | 1er dosis | Oxford-AstraZeneca |
| Actopan                              | 31 de mayo de 2021    | 3 de junio de 2021    | 2.ª dosis | Oxford-AstraZeneca |
| Franciso I. Madero                   | 31 de marzo de 2021   | 2 de abril de 2021    | 1er dosis | Oxford-AstraZeneca |
| Franciso I. Madero                   | 31 de mayo de 2021    | 3 de junio de 2021    | 2.ª dosis | Oxford-AstraZeneca |
| Zimapán                              | 31 de marzo de 2021   | 2 de abril de 2021    | 1er dosis | Oxford-AstraZeneca |
| Zimapán                              | 29 de mayo de 2021    | 2 de junio de 2021    | 2.ª dosis | Oxford-AstraZeneca |
| Tula de Allende                      | 31 de marzo de 2021   | 4 de abril de 2021    | 1er dosis | Oxford-AstraZeneca |
| Tula de Allende                      | 1 de junio de 2021    | 1 de junio de 2021    | 2.ª dosis | Oxford-AstraZeneca |
| Tlaxcoapan                           | 31 de marzo de 2021   | 2 de abril de 2021    | 1er dosis | Oxford-AstraZeneca |
| Tlaxcoapan                           | 31 de junio de 2021   | 1 de junio de 2021    | 2.ª dosis | Oxford-AstraZeneca |
| Atotonilco de Tula                   | 31 de marzo de 2021   | 3 de abril de 2021    | 1er dosis | Oxford-AstraZeneca |
| Atotonilco de Tula                   | 31 de junio de 2021   | 2 de mayo de 2021     | 2.ª dosis | Oxford-AstraZeneca |
| Ajacuba                              | 31 de junio de 2021   | 1 de junio de 2021    | 1er dosis | Oxford-AstraZeneca |
| Ajacuba                              | 31 de junio de 2021   | 2 de mayo de 2021     | 2.ª dosis | Oxford-AstraZeneca |
| Ixmiquilpan                          | 31 de marzo de 2021   | 3 de abril de 2021    | 1er dosis | Oxford-AstraZeneca |
| Ixmiquilpan                          | 1 de junio de 2021    | 4 de junio de 2021    | 2.ª dosis | Oxford-AstraZeneca |
| Progreso de Obregón                  | 31 de marzo de 2021   | 4 de abril de 2021    | 1er dosis | Oxford-AstraZeneca |
| Progreso de Obregón                  | 31 de mayo de 2021    | 2 de junio de 2021    | 2.ª dosis | Oxford-AstraZeneca |
| San Salvador                         | 31 de marzo de 2021   | 2 de abril de 2021    | 1er dosis | Oxford-AstraZeneca |
| San Salvador                         | 31 de mayo de 2021    | 2 de junio de 2021    | 2.ª dosis | Oxford-AstraZeneca |
| Tepeji del Río de Ocampo             | 31 de marzo de 2021   | 4 de abril de 2021    | 1er dosis | Oxford-AstraZeneca |
| Tepeji del Río de Ocampo             | 31 de mayo de 2021    | 3 de junio de 2021    | 2.ª dosis | Oxford-AstraZeneca |
| Tezontepec de Aldama                 | 31 de marzo de 2021   | 3 de abril de 2021    | 1er dosis | Oxford-AstraZeneca |
| Tezontepec de Aldama                 | 1 de junio de 2021    | 3 de junio de 2021    | 2.ª dosis | Oxford-AstraZeneca |
| Zacualtipán de Ángeles               | 31 de marzo de 2021   | 2 de abril de 2021    | 1er dosis | Oxford-AstraZeneca |
| Zacualtipán de Ángeles               | 29 de mayo de 2021    | 2 de junio de 2021    | 2.ª dosis | Oxford-AstraZeneca |
| Huichapan                            | 31 de marzo de 2021   | 3 de abril de 2021    | Monodosis | CanSino            |
| Atotonilco el Grande                 | 31 de marzo de 2021   | 2 de abril de 2021    | Monodosis | CanSino            |
| El Arenal                            | 31 de marzo de 2021   | 2 de abril de 2021    | Monodosis | CanSino            |
| Tepetitlán                           | 31 de marzo de 2021   | 2 de abril de 2021    | Monodosis | CanSino            |
| Huasca de Ocampo                     | 31 de marzo de 2021   | 2 de abril de 2021    | Monodosis | CanSino            |
| Nopala de Villagrán                  | 31 de marzo de 2021   | 3 de abril de 2021    | Monodosis | CanSino            |
| Omitlán de Juárez                    | 31 de marzo de 2021   | 2 de abril de 2021    | Monodosis | CanSino            |
| Santiago de Anaya                    | 31 de marzo de 2021   | 2 de abril de 2021    | Monodosis | CanSino            |
| Cardonal                             | 31 de marzo de 2021   | 2 de abril de 2021    | Monodosis | CanSino            |
| Alfajayucan                          | 31 de marzo de 2021   | 2 de abril de 2021    | Monodosis | CanSino            |
| Chilcuautla                          | 31 de marzo de 2021   | 2 de abril de 2021    | Monodosis | CanSino            |
| Chapantongo                          | 31 de marzo de 2021   | 3 de abril de 2021    | Monodosis | CanSino            |
| Jacala de Ledezma                    | 1 de abril de 2021    | 4 de abril de 2021    | Monodosis | CanSino            |
| Pisaflores                           | 1 de abril de 2021    | 7 de abril de 2021    | Monodosis | CanSino            |
| La Misión                            | 1 de abril de 2021    | 3 de abril de 2021    | Monodosis | CanSino            |
| Chapulhuacán                         | 1 de abril de 2021    | 9 de abril de 2021    | Monodosis | CanSino            |
| Tlahuiltepa                          | 1 de abril de 2021    | 4 de abril de 2021    | Monodosis | CanSino            |
| Tianguistengo                        | 1 de abril de 2021    | 2 de abril de 2021    | Monodosis | CanSino            |
| San Agustín Metzquititlán            | 1 de abril de 2021    | 4 de abril de 2021    | Monodosis | CanSino            |
| Tecozautla                           | 1 de abril de 2021    | 2 de abril de 2021    | Monodosis | CanSino            |
| Tasquillo                            | 1 de abril de 2021    | 2 de abril de 2021    | Monodosis | CanSino            |
| Xochiatipan                          | 1 de abril de 2021    | 5 de abril de 2021    | Monodosis | CanSino            |
| Yahualica                            | 1 de abril de 2021    | 5 de abril de 2021    | Monodosis | CanSino            |
| Huautla                              | 1 de abril de 2021    | 5 de abril de 2021    | Monodosis | CanSino            |
| San Felipe Orizatlán                 | 1 de abril de 2021    | 5 de abril de 2021    | Monodosis | CanSino            |
| Xochicoatlán                         | 1 de abril de 2021    | 2 de abril de 2021    | Monodosis | CanSino            |
| Tepehuacán de Guerrero               | 1 de abril de 2021    | 6 de abril de 2021    | Monodosis | CanSino            |
| Tlanchinol                           | 1 de abril de 2021    | 3 de abril de 2021    | Monodosis | CanSino            |
| Calnali                              | 1 de abril de 2021    | 5 de abril de 2021    | Monodosis | CanSino            |
| Eloxochitlán                         | 1 de abril de 2021    | 2 de abril de 2021    | Monodosis | CanSino            |
| Juárez Hidalgo                       | 1 de abril de 2021    | 3 de abril de 2021    | Monodosis | CanSino            |
| Lolotla                              | 1 de abril de 2021    | 4 de abril de 2021    | Monodosis | CanSino            |
| Metztitlán                           | 1 de abril de 2021    | 5 de abril de 2021    | Monodosis | CanSino            |
| Molango de Escamilla                 | 1 de abril de 2021    | 3 de abril de 2021    | Monodosis | CanSino            |
| Nicolás Flores                       | 1 de abril de 2021    | 2 de abril de 2021    | Monodosis | CanSino            |
| Pacula                               | 1 de abril de 2021    | 2 de abril de 2021    | Monodosis | CanSino            |
| Huazalingo                           | 1 de abril de 2021    | 5 de abril de 2021    | Monodosis | CanSino            |

#### Vacunación de personas de 50 a 59 años

Tipo de vacuna aplicada para personas de 50 a 59 años en el Estado de Hidalgo:
Oxford-AstraZeneca
Pfizer-BioNTech
CanSino

El 4 de mayo de 2021, inició la vacunación de personas de 50 a 59 años en los municipios de Tizayuca, Mineral del Monte, Mineral del Chico, Mineral de la Reforma, Zempoala y Atitalaquia. El 7 de mayo en Mineral de la Reforma, hubo un retraso de tres horas: la jornada estaba programada para iniciar a las 8:00 a. m. pero fue hasta después de las 11:00 a. m. que empezó; en las sedes ubicadas en Tulipanes, La Calera, La Providencia y Campestre Villas del Álamo.
| Municipio                            | Fecha                   | Fecha                   | Vacuna     | Vacuna             |
| Municipio                            | Inicio                  | Fin                     | Tipo       | Marca              |
| ------------------------------------ | ----------------------- | ----------------------- | ---------- | ------------------ |
| Mineral del Chico                    | 4 de mayo de 2021       | 5 de mayo de 2021       | 1er dosis  | BioNTech-Pfizer    |
| Mineral del Chico                    | 15 de junio de 2021     | 16 de junio de 2021     | 2.ª dosis  | BioNTech-Pfizer    |
| Zempoala                             | 4 de mayo de 2021       | 5 de mayo de 2021       | 1er dosis  | BioNTech-Pfizer    |
| Zempoala                             | 15 de junio de 2021     | 18 de junio de 2021     | 2.ª dosis  | BioNTech-Pfizer    |
| Mineral del Monte                    | 4 de mayo de 2021       | 6 de mayo de 2021       | 1er dosis  | BioNTech-Pfizer    |
| Mineral del Monte                    | 15 de junio de 2021     | 17 de junio de 2021     | 2.ª dosis  | BioNTech-Pfizer    |
| Atitalaquia                          | 4 de mayo de 2021       | 7 de mayo de 2021       | 1er dosis  | BioNTech-Pfizer    |
| Atitalaquia                          | 8 de junio de 2021      | 11 de junio de 2021     | 2.ª dosis  | BioNTech-Pfizer    |
| Mineral de la Reforma                | 4 de mayo de 2021       | 7 de mayo de 2021       | 1er dosis  | BioNTech-Pfizer    |
| Mineral de la Reforma                | 8 de junio de 2021      | 11 de junio de 2021     | 2.ª dosis  | BioNTech-Pfizer    |
| Tizayuca                             | 4 de mayo de 2021       | 7 de mayo de 2021       | 1er dosis  | BioNTech-Pfizer    |
| Tizayuca                             | 8 de junio de 2021      | 11 de junio de 2021     | 2.ª dosis  | BioNTech-Pfizer    |
| San Agustín Tlaxiaca                 | 18 de mayo de 2021      | 20 de mayo de 2021      | 1er dosis  | BioNTech-Pfizer    |
| San Agustín Tlaxiaca                 | 22 de junio de 2021     | 24 de junio de 2021     | 2.ª dosis  | BioNTech-Pfizer    |
| Pachuca de Soto                      | 18 de mayo de 2021      | 20 de mayo de 2021      | 1er dosis  | BioNTech-Pfizer    |
| Pachuca de Soto                      | 22 de junio de 2021     | 25 de junio de 2021     | 2.ª dosis  | BioNTech-Pfizer    |
| Tolcayuca                            | 18 de mayo de 2021      | 20 de mayo de 2021      | 1er dosis  | BioNTech-Pfizer    |
| Tolcayuca                            | 22 de junio de 2021     | 24 de junio de 2021     | 2.ª dosis  | BioNTech-Pfizer    |
| Villa De Tezontepec                  | 18 de mayo de 2021      | 20 de mayo de 2021      | 1er dosis  | BioNTech-Pfizer    |
| Villa De Tezontepec                  | 22 de junio de 2021     | 23 de junio de 2021     | 2.ª dosis  | BioNTech-Pfizer    |
| Zapotlán de Juárez                   | 18 de mayo de 2021      | 20 de mayo de 2021      | 1er dosis  | BioNTech-Pfizer    |
| Zapotlán de Juárez                   | 22 de junio de 2021     | 23 de junio de 2021     | 2.ª dosis  | BioNTech-Pfizer    |
| Tulancingo de Bravo                  | 18 de mayo de 2021      | 21 de mayo de 2021      | 1er dosis  | BioNTech-Pfizer    |
| Tulancingo de Bravo                  | 22 de junio de 2021     | 25 de junio de 2021     | 2.ª dosis  | BioNTech-Pfizer    |
| El Arenal                            | 21 de mayo de 2021      | 22 de mayo de 2021      | 1er dosis  | BioNTech-Pfizer    |
| El Arenal                            | 22 de junio de 2021     | 23 de junio de 2021     | 2.ª dosis  | BioNTech-Pfizer    |
| Epazoyucan                           | 21 de mayo de 2021      | 22 de mayo de 2021      | 1er dosis  | BioNTech-Pfizer    |
| Epazoyucan                           | 24 de junio de 2021     | 25 de junio de 2021     | 2.ª dosis  | BioNTech-Pfizer    |
| San Salvador                         | 25 de mayo de 2021      | 26 de mayo de 2021      | 1er dosis  | Oxford-AstraZeneca |
| San Salvador                         | 3 de agosto de 2021     | 4 de agosto de 2021     | 2.ª dosis  | Oxford-AstraZeneca |
| Zacualtipán de Ángeles               | 25 de mayo de 2021      | 26 de mayo de 2021      | 1er dosis  | Oxford-AstraZeneca |
| Zacualtipán de Ángeles               | 27 de julio de 2021     | 29 de julio de 2021     | 2.ª dosis  | Oxford-AstraZeneca |
| Zacualtipán de Ángeles               | 16 de agosto de 2021    | 16 de agosto de 2021    | Rezagados  | Oxford-AstraZeneca |
| Actopan                              | 25 de mayo de 2021      | 27 de mayo de 2021      | 1er dosis  | Oxford-AstraZeneca |
| Actopan                              | 3 de agosto de 2021     | 5 de agosto de 2021     | 2.ª dosis  | Oxford-AstraZeneca |
| Atotonilco de Tula                   | 25 de mayo de 2021      | 27 de mayo de 2021      | 1er dosis  | Oxford-AstraZeneca |
| Atotonilco de Tula                   | 10 de agosto de 2021    | 13 de agosto de 2021    | 2.ª dosis  | Oxford-AstraZeneca |
| Mixquiahuala de Juárez               | 25 de mayo de 2021      | 27 de mayo de 2021      | 1er dosis  | Oxford-AstraZeneca |
| Mixquiahuala de Juárez               | 3 de agosto de 2021     | 5 de agosto de 2021     | 2.ª dosis  | Oxford-AstraZeneca |
| Santiago Tulantepec de Lugo Guerrero | 25 de mayo de 2021      | 27 de mayo de 2021      | 1er dosis  | Oxford-AstraZeneca |
| Santiago Tulantepec de Lugo Guerrero | 4 de agosto de 2021     | 6 de agosto de 2021     | 2.ª dosis  | Oxford-AstraZeneca |
| Tezontepec de Aldama                 | 25 de mayo de 2021      | 27 de mayo de 2021      | 1er dosis  | Oxford-AstraZeneca |
| Tezontepec de Aldama                 | 3 de agosto de 2021     | 5 de agosto de 2021     | 2.ª dosis  | Oxford-AstraZeneca |
| Zimapán                              | 25 de mayo de 2021      | 27 de mayo de 2021      | 1er dosis  | Oxford-AstraZeneca |
| Zimapán                              | 27 de julio de 2021     | 31 de julio de 2021     | 2.ª dosis  | Oxford-AstraZeneca |
| Apan                                 | 25 de mayo de 2021      | 28 de mayo de 2021      | 1er dosis  | Oxford-AstraZeneca |
| Apan                                 | 3 de agosto de 2021     | 6 de agosto de 2021     | 2.ª dosis  | Oxford-AstraZeneca |
| Cuautepec de Hinojosa                | 25 de mayo de 2021      | 28 de mayo de 2021      | 1er dosis  | Oxford-AstraZeneca |
| Cuautepec de Hinojosa                | 4 de agosto de 2021     | 6 de agosto de 2021     | 2.ª dosis  | Oxford-AstraZeneca |
| Francisco I. Madero                  | 25 de mayo de 2021      | 28 de mayo de 2021      | 1er dosis  | Oxford-AstraZeneca |
| Francisco I. Madero                  | 3 de agosto de 2021     | 6 de agosto de 2021     | 2.ª dosis  | Oxford-AstraZeneca |
| Huejutla de Reyes                    | 25 de mayo de 2021      | 28 de mayo de 2021      | 1er dosis  | Oxford-AstraZeneca |
| Huejutla de Reyes                    | 27 de julio de 2021     | 31 de julio de 2021     | 2.ª dosis  | Oxford-AstraZeneca |
| Huejutla de Reyes                    | 3 de agosto de 2021     | 5 de agosto de 2021     | 2.ª dosis  | Oxford-AstraZeneca |
| Ixmiquilpan                          | 25 de mayo de 2021      | 28 de mayo de 2021      | 1er dosis  | Oxford-AstraZeneca |
| Ixmiquilpan                          | 4 de agosto de 2021     | 6 de agosto de 2021     | 2.ª dosis  | Oxford-AstraZeneca |
| Tepeapulco                           | 25 de mayo de 2021      | 28 de mayo de 2021      | 1er dosis  | Oxford-AstraZeneca |
| Tepeapulco                           | 3 de agosto de 2021     | 6 de agosto de 2021     | 1er dosis  | Oxford-AstraZeneca |
| Tepeji del Río de Ocampo             | 25 de mayo de 2021      | 28 de mayo de 2021      | 1er dosis  | Oxford-AstraZeneca |
| Tepeji del Río de Ocampo             | 17 de agosto de 2021    | 20 de agosto de 2021    | 2.ª dosis  | Oxford-AstraZeneca |
| Tula de Allende                      | 25 de mayo de 2021      | 28 de mayo de 2021      | 1er dosis  | Oxford-AstraZeneca |
| Tula de Allende                      | 3 de agosto de 2021     | 5 de agosto de 2021     | 2.ª dosis  | Oxford-AstraZeneca |
| Nopala de Villagrán                  | 26 de mayo de 2021      | 27 de mayo de 2021      | 1er dosis  | Oxford-AstraZeneca |
| Nopala de Villagrán                  | 28 de julio de 2021     | 29 de julio de 2021     | 2 da dosis | Oxford-AstraZeneca |
| Huichapan                            | 26 de mayo de 2021      | 28 de mayo de 2021      | 1er dosis  | Oxford-AstraZeneca |
| Huichapan                            | 2 de agosto de 2021     | 4 de agosto de 2021     | 2.ª dosis  | Oxford-AstraZeneca |
| Atotonilco el Grande                 | 26 de mayo de 2021      | 28 de mayo de 2021      | 1er dosis  | Oxford-AstraZeneca |
| Atotonilco el Grande                 | 17 de agosto de 2021    | 17 de agosto de 2021    | 2.ª dosis  | Oxford-AstraZeneca |
| Atotonilco el Grande                 | 23 de agosto de 2021    | 23 de agosto de 2021    | Rezagados  | Oxford-AstraZeneca |
| Huasca de Ocampo                     | 26 de mayo de 2021      | 28 de mayo de 2021      | 1er dosis  | Oxford-AstraZeneca |
| Huasca de Ocampo                     | 10 de agosto de 2021    | 12 de agosto de 2021    | 2.ª dosis  | Oxford-AstraZeneca |
| Omitlán de Juárez                    | 26 de mayo de 2021      | 28 de mayo de 2021      | 1er dosis  | Oxford-AstraZeneca |
| Omitlán de Juárez                    | 10 de agosto de 2021    | 11 de agosto de 2021    | 2.ª dosis  | Oxford-AstraZeneca |
| Santiago de Anaya                    | 31 de mayo de 2021      | 1 de junio de 2021      | 1er dosis  | Oxford-AstraZeneca |
| Santiago de Anaya                    | 11 de agosto de 2021    | 12 de agosto de 2021    | 2.ª dosis  | Oxford-AstraZeneca |
| Acatlán                              | 31 de mayo de 2021      | 2 de junio de 2021      | 1er dosis  | Oxford-AstraZeneca |
| Acatlán                              | 31 de mayo de 2021      | 2 de junio de 2021      | 2.ª dosis  | Oxford-AstraZeneca |
| Acaxochitlán                         | 31 de mayo de 2021      | 4 de junio de 2021      | 1er dosis  | Oxford-AstraZeneca |
| Acaxochitlán                         | 3 de agosto de 2021     | 6 de agosto de 2021     | 2.ª dosis  | Oxford-AstraZeneca |
| Agua Blanca de Iturbide              | 31 de mayo de 2021      | 2 de junio de 2021      | 1er dosis  | Oxford-AstraZeneca |
| Agua Blanca de Iturbide              | 3 de agosto de 2021     | 5 de agosto de 2021     | 2.ª dosis  | Oxford-AstraZeneca |
| Chapantongo                          | 31 de mayo de 2021      | 2 de junio de 2021      | Monodosis  | CanSino            |
| Tepehuacán de Guerrero               | 1 de junio de 2021      | 1 de junio de 2021      | 1er dosis  | Oxford-AstraZeneca |
| Tepehuacán de Guerrero               | 11 de agosto de 2021    | 13 de agosto de 2021    | 2.ª dosis  | Oxford-AstraZeneca |
| Xochicoatlán                         | 1 de junio de 2021      | 1 de junio de 2021      | 1er dosis  | Oxford-AstraZeneca |
| Xochicoatlán                         | 10 de agosto de 2021    | 11 de agosto de 2021    | 2.ª dosis  | Oxford-AstraZeneca |
| Almoloya                             | 1 de junio de 2021      | 2 de junio de 2021      | 1er dosis  | Oxford-AstraZeneca |
| Almoloya                             | 11 de agosto de 2021    | 13 de agosto de 2021    | 2.ª dosis  | Oxford-AstraZeneca |
| Chapulhuacán                         | 1 de junio de 2021      | 2 de junio de 2021      | 1er dosis  | Oxford-AstraZeneca |
| Chapulhuacán                         | 3 de agosto de 2021     | 5 de agosto de 2021     | 2.ª dosis  | Oxford-AstraZeneca |
| Chapulhuacán                         | 8 de septiembre de 2021 | 8 de septiembre de 2021 | Rezagados  | Oxford-AstraZeneca |
| Cardonal                             | 1 de junio de 2021      | 2 de junio de 2021      | 1er dosis  | Oxford-AstraZeneca |
| Cardonal                             | 5 de agosto de 2021     | 6 de agosto de 2021     | 2.ª dosis  | Oxford-AstraZeneca |
| Emiliano Zapata                      | 1 de junio de 2021      | 2 de junio de 2021      | 1er dosis  | Oxford-AstraZeneca |
| Emiliano Zapata                      | 11 de agosto de 2021    | 13 de agosto de 2021    | 2.ª dosis  | Oxford-AstraZeneca |
| Jacala de Ledezma                    | 1 de junio de 2021      | 2 de junio de 2021      | 1er dosis  | Oxford-AstraZeneca |
| Jacala de Ledezma                    | 3 de agosto de 2021     | 4 de agosto de 2021     | 2.ª dosis  | Oxford-AstraZeneca |
| Juárez Hidalgo                       | 1 de junio de 2021      | 2 de junio de 2021      | 1er dosis  | Oxford-AstraZeneca |
| Juárez Hidalgo                       | 3 de agosto de 2021     | 3 de agosto de 2021     | 2.ª dosis  | Oxford-AstraZeneca |
| La Misión                            | 1 de junio de 2021      | 2 de junio de 2021      | 1er dosis  | Oxford-AstraZeneca |
| La Misión                            | 4 de agosto de 2021     | 5 de agosto de 2021     | 2.ª dosis  | Oxford-AstraZeneca |
| Nicolás Flores                       | 1 de junio de 2021      | 2 de junio de 2021      | 1er dosis  | Oxford-AstraZeneca |
| Nicolás Flores                       | 29 de julio de 2021     | 30 de julio de 2021     | 2.ª dosis  | Oxford-AstraZeneca |
| Pacula                               | 1 de junio de 2021      | 2 de junio de 2021      | 1er dosis  | Oxford-AstraZeneca |
| Pacula                               | 29 de julio de 2021     | 30 de julio de 2021     | 2.ª dosis  | Oxford-AstraZeneca |
| Pisaflores                           | 1 de junio de 2021      | 2 de junio de 2021      | 1er dosis  | Oxford-AstraZeneca |
| Pisaflores                           | 3 de agosto de 2021     | 4 de agosto de 2021     | 2.ª dosis  | Oxford-AstraZeneca |
| Tenango de Doria                     | 1 de junio de 2021      | 2 de junio de 2021      | 1er dosis  | Oxford-AstraZeneca |
| Tenango de Doria                     | 3 de agosto de 2021     | 5 de agosto de 2021     | 2.ª dosis  | Oxford-AstraZeneca |
| Tepetitlán                           | 1 de junio de 2021      | 2 de junio de 2021      | 1er dosis  | Oxford-AstraZeneca |
| Tepetitlán                           | 3 de agosto de 2021     | 4 de agosto de 2021     | 2.ª dosis  | Oxford-AstraZeneca |
| Tlahuiltepa                          | 1 de junio de 2021      | 2 de junio de 2021      | 1er dosis  | Oxford-AstraZeneca |
| Tlahuiltepa                          | 10 de agosto de 2021    | 11 de agosto de 2021    | 2.ª dosis  | Oxford-AstraZeneca |
| Ajacuba                              | 1 de junio de 2021      | 3 de junio de 2021      | 1er dosis  | Oxford-AstraZeneca |
| Ajacuba                              | 10 de agosto de 2021    | 12 de agosto de 2021    | 2.ª dosis  | Oxford-AstraZeneca |
| Atlapexco                            | 1 de junio de 2021      | 3 de junio de 2021      | 1er dosis  | Oxford-AstraZeneca |
| Atlapexco                            | 3 de agosto de 2021     | 5 de agosto de 2021     | 2.ª dosis  | Oxford-AstraZeneca |
| Calnali                              | 11 de junio de 2021     | 13 de junio de 2021     | 2.ª dosis  | Oxford-AstraZeneca |
| Calnali                              | 1 de junio de 2021      | 3 de junio de 2021      | 1er dosis  | Oxford-AstraZeneca |
| Chilcuautla                          | 1 de junio de 2021      | 3 de junio de 2021      | 1er dosis  | Oxford-AstraZeneca |
| Chilcuautla                          | 6 de agosto de 2021     | 7 de agosto de 2021     | 2.ª dosis  | Oxford-AstraZeneca |
| Eloxochitlán                         | 1 de junio de 2021      | 3 de junio de 2021      | 1er dosis  | Oxford-AstraZeneca |
| Eloxochitlán                         | 3 de agosto de 2021     | 4 de agosto de 2021     | 2.ª dosis  | Oxford-AstraZeneca |
| Huehuetla                            | 1 de junio de 2021      | 3 de junio de 2021      | 1er dosis  | Oxford-AstraZeneca |
| Huehuetla                            | 3 de agosto de 2021     | 5 de agosto de 2021     | 2.ª dosis  | Oxford-AstraZeneca |
| Huazalingo                           | 1 de junio de 2021      | 3 de junio de 2021      | 1er dosis  | Oxford-AstraZeneca |
| Huazalingo                           | 11 de agosto de 2021    | 13 de agosto de 2021    | 2.ª dosis  | Oxford-AstraZeneca |
| Jaltocán                             | 1 de junio de 2021      | 3 de junio de 2021      | 1er dosis  | Oxford-AstraZeneca |
| Jaltocán                             | 10 de agosto de 2021    | 11 de agosto de 2021    | 2.ª dosis  | Oxford-AstraZeneca |
| Lolotla                              | 1 de junio de 2021      | 3 de junio de 2021      | 1er dosis  | Oxford-AstraZeneca |
| Lolotla                              | 12 de agosto de 2021    | 13 de agosto de 2021    | 2.ª dosis  | Oxford-AstraZeneca |
| Molango de Escamilla                 | 1 de junio de 2021      | 3 de junio de 2021      | 1er dosis  | Oxford-AstraZeneca |
| Molango de Escamilla                 | 11 de agosto de 2021    | 13 de agosto de 2021    | 2.ª dosis  | Oxford-AstraZeneca |
| San Agustín Metzquititlán            | 1 de junio de 2021      | 3 de junio de 2021      | 1er dosis  | Oxford-AstraZeneca |
| San Agustín Metzquititlán            | 10 de agosto de 2021    | 12 de agosto de 2021    | 2.ª dosis  | Oxford-AstraZeneca |
| San Bartolo Tutotepec                | 1 de junio de 2021      | 3 de junio de 2021      | 1er dosis  | Oxford-AstraZeneca |
| San Bartolo Tutotepec                | 3 de agosto de 2021     | 5 de agosto de 2021     | 2.ª dosis  | Oxford-AstraZeneca |
| Singuilucan                          | 1 de junio de 2021      | 3 de junio de 2021      | 1er dosis  | Oxford-AstraZeneca |
| Singuilucan                          | 3 de agosto de 2021     | 4 de agosto de 2021     | 2.ª dosis  | Oxford-AstraZeneca |
| Tecozautla                           | 1 de junio de 2021      | 3 de junio de 2021      | 1er dosis  | Oxford-AstraZeneca |
| Tecozautla                           | 10 de agosto de 2021    | 13 de agosto de 2021    | 2.ª dosis  | Oxford-AstraZeneca |
| Tasquillo                            | 1 de junio de 2021      | 3 de junio de 2021      | 1er dosis  | Oxford-AstraZeneca |
| Tlanchinol                           | 1 de junio de 2021      | 3 de junio de 2021      | 1er dosis  | Oxford-AstraZeneca |
| Tlanchinol                           | 11 de agosto de 2021    | 13 de agosto de 2021    | 2.ª dosis  | Oxford-AstraZeneca |
| Tlanchinol                           | 1 de septiembre de 2021 | 3 de septiembre de 2021 | 2.ª dosis  | Oxford-AstraZeneca |
| Tianguistengo                        | 1 de junio de 2021      | 3 de junio de 2021      | 1er dosis  | Oxford-AstraZeneca |
| Tianguistengo                        | 10 de agosto de 2021    | 11 de agosto de 2021    | 2.ª dosis  | Oxford-AstraZeneca |
| Huautla                              | 1 de junio de 2021      | 4 de junio de 2021      | 1er dosis  | Oxford-AstraZeneca |
| Huautla                              | 10 de agosto de 2021    | 12 de agosto de 2021    | 2.ª dosis  | Oxford-AstraZeneca |
| Metepec                              | 1 de junio de 2021      | 4 de junio de 2021      | 1er dosis  | Oxford-AstraZeneca |
| Metepec                              | 3 de agosto de 2021     | 6 de agosto de 2021     | 2.ª dosis  | Oxford-AstraZeneca |
| Metztitlán                           | 1 de junio de 2021      | 4 de junio de 2021      | 1er dosis  | Oxford-AstraZeneca |
| Metztitlán                           | 10 de agosto de 2021    | 13 de agosto de 2021    | 2.ª dosis  | Oxford-AstraZeneca |
| San Felipe Orizatlán                 | 1 de junio de 2021      | 4 de junio de 2021      | 1er dosis  | Oxford-AstraZeneca |
| San Felipe Orizatlán                 | 10 de agosto de 2021    | 13 de agosto de 2021    | 2.ª dosis  | Oxford-AstraZeneca |
| Tlanalapa                            | 1 de junio de 2021      | 4 de junio de 2021      | 1er dosis  | Oxford-AstraZeneca |
| Tlanalapa                            | 11 de agosto de 2021    | 13 de agosto de 2021    | 2.ª dosis  | Oxford-AstraZeneca |
| Xochiatipan                          | 1 de junio de 2021      | 4 de junio de 2021      | 1er dosis  | Oxford-AstraZeneca |
| Xochiatipan                          | 10 de agosto de 2021    | 12 de agosto de 2021    | 2.ª dosis  | Oxford-AstraZeneca |
| Yahualica                            | 1 de junio de 2021      | 4 de junio de 2021      | 1er dosis  | Oxford-AstraZeneca |
| Yahualica                            | 10 de agosto de 2021    | 13 de agosto de 2021    | 2.ª dosis  | Oxford-AstraZeneca |
| Tetepango                            | 2 de junio de 2021      | 3 de junio de 2021      | 1er dosis  | Oxford-AstraZeneca |
| Tetepango                            | 10 de agosto de 2021    | 11 de agosto de 2021    | 2.ª dosis  | Oxford-AstraZeneca |
| Tlaxcoapan                           | 2 de junio de 2021      | 4 de junio de 2021      | 1er dosis  | Oxford-AstraZeneca |
| Tlaxcoapan                           | 4 de agosto de 2021     | 6 de agosto de 2021     | 2.ª dosis  | Oxford-AstraZeneca |
| Alfajayucan                          | 3 de junio de 2021      | 4 de junio de 2021      | 1er dosis  | Oxford-AstraZeneca |
| Progreso de Obregón                  | 3 de junio de 2021      | 4 de junio de 2021      | 1er dosis  | Oxford-AstraZeneca |
| Progreso de Obregón                  | 11 de agosto de 2021    | 13 de agosto de 2021    | 2.ª dosis  | Oxford-AstraZeneca |
| Tlahuelilpan                         | 4 de junio de 2021      | 5 de junio de 2021      | 1er dosis  | Oxford-AstraZeneca |
| Tlahuelilpan                         | 3 de agosto de 2021     | 4 de agosto de 2021     | 2.ª dosis  | Oxford-AstraZeneca |

#### Vacunación de personas de 40 a 49 años
El 8 de junio de 2021, empezó la vacunación contra la covid-19 para los adultos de 40 a 49 años de edad en los municipios Tulancingo de Bravo, Yahualica, Molango de Escamilla, Metztitlán y Jacala de Ledezma.
| Municipio                            | Fecha                    | Fecha                    | Vacuna    | Vacuna             |
| Municipio                            | Inicio                   | Fin                      | Tipo      | Marca              |
| ------------------------------------ | ------------------------ | ------------------------ | --------- | ------------------ |
| Yahualica                            | 9 de junio de 2021       | 10 de junio de 2021      | 1er dosis | Oxford-AstraZeneca |
| Yahualica                            | 10 de agosto de 2021     | 13 de agosto de 2021     | 2.ª dosis | Oxford-AstraZeneca |
| Metztitlán                           | 9 de junio de 2021       | 11 de junio de 2021      | 1er dosis | Oxford-AstraZeneca |
| Metztitlán                           | 13 de agosto de 2021     | 15 de agosto de 2021     | 2.ª dosis | Oxford-AstraZeneca |
| Tulancingo de Bravo                  | 8 de junio de 2021       | 11 de junio de 2021      | 1er dosis | Oxford-AstraZeneca |
| Tulancingo de Bravo                  | 18 de agosto de 2021     | 20 de agosto de 2021     | 2.ª dosis | Oxford-AstraZeneca |
| Tulancingo de Bravo                  | 23 de agosto de 2021     | 24 de agosto de 2021     | 2.ª dosis | Oxford-AstraZeneca |
| Jacala de Ledezma                    | 10 de junio de 2021      | 11 de junio de 2021      | 1er dosis | Oxford-AstraZeneca |
| Jacala de Ledezma                    | 11 de agosto de 2021     | 13 de agosto de 2021     | 2.ª dosis | Oxford-AstraZeneca |
| Molango de Escamilla                 | 9 de junio de 2021       | 11 de junio de 2021      | 1er dosis | Oxford-AstraZeneca |
| Molango de Escamilla                 | 18 de junio de 2021      | 20 de junio de 2021      | 2.ª dosis | Oxford-AstraZeneca |
| Nicolás Flores                       | 15 de junio de 2021      | 15 de junio de 2021      | Monodosis | CanSino            |
| Pacula                               | 15 de junio de 2021      | 16 de junio de 2021      | 1er dosis | Oxford-AstraZeneca |
| Pacula                               | 12 de agosto de 2021     | 13 de agosto de 2021     | 2.ª dosis | Oxford-AstraZeneca |
| Singuilucan                          | 15 de junio de 2021      | 17 de junio de 2021      | 1er dosis | Oxford-AstraZeneca |
| Singuilucan                          | 31 de agosto de 2021     | 1 de septiembre de 2021  | 2.ª dosis | Oxford-AstraZeneca |
| Epazoyucan                           | 16 de junio de 2021      | 17 de junio de 2021      | 1er dosis | Sinovac            |
| Epazoyucan                           | 14 de julio de 2021      | 15 de julio de 2021      | 2.ª dosis | Sinovac            |
| La Misión                            | 16 de junio de 2021      | 18 de junio de 2021      | 1er dosis | Oxford-AstraZeneca |
| La Misión                            | 13 de agosto de 2021     | 13 de agosto de 2021     | 2.ª dosis | Oxford-AstraZeneca |
| Jaltocán                             | 21 de junio de 2021      | 23 de junio de 2021      | 1er dosis | Oxford-AstraZeneca |
| Jaltocán                             | 24 de agosto de 2021     | 26 de agosto de 2021     | 2.ª dosis | Oxford-AstraZeneca |
| Tula de Allende                      | 22 de junio de 2021      | 24 de junio de 2021      | 1er dosis | Oxford-AstraZeneca |
| Tula de Allende                      | 24 de agosto de 2021     | 26 de agosto de 2021     | 2.ª dosis | Oxford-AstraZeneca |
| Mineral del Monte                    | 28 de junio de 2021      | 29 de junio de 2021      | 1er dosis | BioNTech-Pfizer    |
| Mineral del Monte                    | 4 de agosto de 2021      | 5 de agosto de 2021      | 2.ª dosis | BioNTech-Pfizer    |
| Mineral del Monte                    | 1 de septiembre de 2021  | 1 de septiembre de 2021  | 2.ª dosis | BioNTech-Pfizer    |
| Progreso de Obregón                  | 29 de junio de 2021      | 30 de junio de 2021      | 1er dosis | Oxford-AstraZeneca |
| Progreso de Obregón                  | 9 de septiembre de 2021  | 10 de septiembre de 2021 | 2.ª dosis | Oxford-AstraZeneca |
| Tlanalapa                            | 29 de junio de 2021      | 1 de julio de 2021       | 1er dosis | Oxford-AstraZeneca |
| Tlanalapa                            | 9 de septiembre de 2021  | 10 de septiembre de 2021 | 2.ª dosis | Oxford-AstraZeneca |
| Omitlán de Juárez                    | 9 de junio de 2021       | 01 de julio de 2021      | 1er dosis | Oxford-AstraZeneca |
| Omitlán de Juárez                    | 24 de agosto de 2021     | 26 de agosto de 2021     | 2.ª dosis | Oxford-AstraZeneca |
| Pachuca de Soto                      | 29 de junio de 2021      | 2 de julio de 2021       | 1er dosis | Oxford-AstraZeneca |
| Pachuca de Soto                      | 13 de septiembre de 2021 | 17 de septiembre de 2021 | 2.ª dosis | Oxford-AstraZeneca |
| Huejutla de Reyes                    | 29 de junio de 2021      | 2 de julio de 2021       | 1er dosis | Oxford-AstraZeneca |
| Huejutla de Reyes                    | 21 de septiembre de 2021 | 24 de septiembre de 2021 | 2.ª dosis | Oxford-AstraZeneca |
| Tepeapulco                           | 29 de junio de 2021      | 2 de julio de 2021       | 1er dosis | Oxford-AstraZeneca |
| Tepeapulco                           | 9 de septiembre de 2021  | 14 de septiembre de 2021 | 2.ª dosis | Oxford-AstraZeneca |
| Actopan                              | 29 de junio de 2021      | 2 de julio de 2021       | 1er dosis | Oxford-AstraZeneca |
| Actopan                              | 4 de julio de 2021       |                          | 1er dosis | Oxford-AstraZeneca |
| Actopan                              | 21 de septiembre de 2021 | 24 de septiembre de 2021 | 2.ª dosis | Oxford-AstraZeneca |
| Tizayuca                             | 29 de junio de 2021      | 2 de julio de 2021       | 1er dosis | Oxford-AstraZeneca |
| Tizayuca                             | 13 de septiembre de 2021 | 15 de septiembre de 2021 | 2.ª dosis | Oxford-AstraZeneca |
| Acatlán                              | 29 de junio de 2021      | 2 de julio de 2021       | 1er dosis | Oxford-AstraZeneca |
| Acatlán                              | 24 de agosto de 2021     | 27 de agosto de 2021     | 2.ª dosis | Oxford-AstraZeneca |
| Tepeji del Río de Ocampo             | 29 de junio de 2021      | 2 de julio de 2021       | 1er dosis | Oxford-AstraZeneca |
| Tepeji del Río de Ocampo             | 21 de septiembre de 2021 | 24 de septiembre de 2021 | 2.ª dosis | Oxford-AstraZeneca |
| Cuautepec de Hinojosa                | 29 de junio de 2021      | 2 de julio de 2021       | 1er dosis | Oxford-AstraZeneca |
| Cuautepec de Hinojosa                | 22 de septiembre de 2021 | 24 de septiembre de 2021 | 2.ª dosis | Oxford-AstraZeneca |
| Atotonilco de Tula                   | 29 de junio de 2021      | 3 de julio de 2021       | 1er dosis | Oxford-AstraZeneca |
| Atotonilco de Tula                   | 21 de septiembre de 2021 | 23 de septiembre de 2021 | 2.ª dosis | Oxford-AstraZeneca |
| Ixmiquilpan                          | 29 de junio de 2021      | 3 de julio de 2021       | 1er dosis | Oxford-AstraZeneca |
| Ixmiquilpan                          | 21 de septiembre de 2021 | 24 de septiembre de 2021 | 2.ª dosis | Oxford-AstraZeneca |
| Juárez Hidalgo                       | 6 de julio de 2021       | 7 de julio de 2021       | Monodosis | CanSino            |
| Xochicoatlán                         | 6 de julio de 2021       | 7 de julio de 2021       | Monodosis | CanSino            |
| Eloxochitlán                         | 6 de julio de 2021       | 7 de julio de 2021       | Monodosis | CanSino            |
| Zapotlán de Juárez                   | 6 de julio de 2021       | 7 de julio de 2021       | 1er dosis | BioNTech-Pfizer    |
| Zapotlán de Juárez                   | 3 de agosto de 2021      | 4 de agosto de 2021      | 2.ª dosis | BioNTech-Pfizer    |
| Zapotlán de Juárez                   | 28 de septiembre de 2021 | 29 de septiembre de 2021 | 2.ª dosis | BioNTech-Pfizer    |
| Tezontepec de Aldama                 | 6 de julio de 2021       | 8 de julio de 2021       | 1er dosis | Oxford-AstraZeneca |
| Tezontepec de Aldama                 | 28 de septiembre de 2021 | 30 de septiembre de 2021 | 2.ª dosis | Oxford-AstraZeneca |
| Villa de Tezontepec                  | 6 de julio de 2021       | 8 de julio de 2021       | 1er dosis | Oxford-AstraZeneca |
| Villa de Tezontepec                  | 28 de septiembre de 2021 | 30 de septiembre de 2021 | 2.ª dosis | Oxford-AstraZeneca |
| Mineral de la Reforma                | 6 de julio de 2021       | 9 de julio de 2021       | 1er dosis | Oxford-AstraZeneca |
| Mineral de la Reforma                | 28 de septiembre de 2021 | 1 de octubre de 2021     | 1er dosis | Oxford-AstraZeneca |
| Zempoala                             | 6 de julio de 2021       | 9 de julio de 2021       | 1er dosis | Oxford-AstraZeneca |
| Zempoala                             | 28 de septiembre de 2021 | 1 de octubre de 2021     | 2.ª dosis | Oxford-AstraZeneca |
| Apan                                 | 6 de julio de 2021       | 9 de julio de 2021       | 1er dosis | Oxford-AstraZeneca |
| Apan                                 | 28 de septiembre de 2021 | 1 de octubre de 2021     | 2.ª dosis | Oxford-AstraZeneca |
| Tepetitlán                           | 7 de julio de 2021       | 8 de julio de 2021       | 1er dosis | Oxford-AstraZeneca |
| Tepetitlán                           | 28 de septiembre de 2021 | 29 de septiembre de 2021 | 2.ª dosis | Oxford-AstraZeneca |
| Mineral del Chico                    | 7 de julio de 2021       | 8 de julio de 2021       | 1er dosis | Oxford-AstraZeneca |
| Mineral del Chico                    | 28 de septiembre de 2021 | 29 de septiembre de 2021 | 1er dosis | Oxford-AstraZeneca |
| Emiliano Zapata                      | 7 de julio de 2021       | 9 de julio de 2021       | 1er dosis | Oxford-AstraZeneca |
| Emiliano Zapata                      | 29 de septiembre de 2021 | 1 de octubre de 2021     | 2.ª dosis | Oxford-AstraZeneca |
| Cardonal                             | 7 de julio de 2021       | 9 de julio de 2021       | 1er dosis | Oxford-AstraZeneca |
| Cardonal                             | 29 de septiembre de 2021 | 30 de septiembre de 2021 | 1er dosis | Oxford-AstraZeneca |
| Santiago Tulantepec de Lugo Guerrero | 7 de julio de 2021       | 9 de julio de 2021       | 1er dosis | Oxford-AstraZeneca |
| Santiago Tulantepec de Lugo Guerrero | 30 de septiembre de 2021 | 1 de octubre de 2021     | 2.ª dosis | Oxford-AstraZeneca |
| Atlapexco                            | 7 de julio de 2021       | 9 de julio de 2021       | 1er dosis | Oxford-AstraZeneca |
| Atlapexco                            | 28 de septiembre de 2021 | 30 de septiembre de 2021 | 2.ª dosis | Oxford-AstraZeneca |
| Xochiatipan                          | 7 de julio de 2021       | 9 de julio de 2021       | 1er dosis | Oxford-AstraZeneca |
| Xochiatipan                          | 28 de septiembre de 2021 | 29 de septiembre de 2021 | 2.ª dosis | Oxford-AstraZeneca |
| Tlahuelilpan                         | 7 de julio de 2021       | 9 de julio de 2021       | 1er dosis | Oxford-AstraZeneca |
| Tlahuelilpan                         | 28 de septiembre de 2021 | 30 de septiembre de 2021 | 2.ª dosis | Oxford-AstraZeneca |
| Huasca de Ocampo                     | 7 de julio de 2021       | 9 de julio de 2021       | 1er dosis | Oxford-AstraZeneca |
| Huasca de Ocampo                     | 28 de septiembre de 2021 | 30 de septiembre de 2021 | 1er dosis | Oxford-AstraZeneca |
| Mixquiahuala de Juárez               | 7 de julio de 2021       | 9 de julio de 2021       | 1er dosis | Oxford-AstraZeneca |
| Mixquiahuala de Juárez               | 28 de septiembre de 2021 | 1 de octubre de 2021     | 2.ª dosis | Oxford-AstraZeneca |
| Francisco I. Madero                  | 7 de julio de 2021       | 9 de julio de 2021       | 1er dosis | Oxford-AstraZeneca |
| Francisco I. Madero                  | 28 de septiembre de 2021 | 1 de octubre de 2021     | 2.ª dosis | Oxford-AstraZeneca |
| El Arenal                            | 8 de julio de 2021       | 9 de julio de 2021       | 1er dosis | Oxford-AstraZeneca |
| El Arenal                            | 30 de septiembre de 2021 | 1 de octubre de 2021     | 2.ª dosis | Oxford-AstraZeneca |
| Santiago de Anaya                    | 8 de julio de 2021       | 9 de julio de 2021       | 1er dosis | Oxford-AstraZeneca |
| Santiago de Anaya                    | 28 de septiembre de 2021 | 30 de septiembre de 2021 | 2.ª dosis | Oxford-AstraZeneca |
| San Salvador                         | 8 de julio de 2021       | 10 de julio de 2021      | 1er dosis | Oxford-AstraZeneca |
| San Salvador                         | 28 de septiembre de 2021 | 30 de septiembre de 2021 | 2.ª dosis | Oxford-AstraZeneca |
| Nopala de Villagrán                  | 13 de julio de 2021      | 14 de julio de 2021      | 1er dosis | Oxford-AstraZeneca |
| Nopala de Villagrán                  | 18 de julio de 2021      |                          | 1er dosis | Oxford-AstraZeneca |
| Nopala de Villagrán                  | 5 de octubre de 2021     | 6 de octubre de 2021     | 2.ª dosis | Oxford-AstraZeneca |
| Tianguistengo                        | 13 de julio de 2021      | 14 de julio de 2021      | 1er dosis | Oxford-AstraZeneca |
| Tianguistengo                        | 5 de octubre de 2021     | 6 de octubre de 2021     | 2.ª dosis | Oxford-AstraZeneca |
| Agua Blanca de Iturbide              | 13 de julio de 2021      | 15 de julio de 2021      | 1er dosis | Oxford-AstraZeneca |
| Agua Blanca de Iturbide              | 5 de octubre de 2021     | 7 de octubre de 2021     | 2.ª dosis | Oxford-AstraZeneca |
| Ajacuba                              | 13 de julio de 2021      | 15 de julio de 2021      | 1er dosis | Oxford-AstraZeneca |
| Ajacuba                              | 28 de septiembre de 2021 | 29 de septiembre de 2021 | 2.ª dosis | Oxford-AstraZeneca |
| Alfajayucan                          | 13 de julio de 2021      | 15 de julio de 2021      | 1er dosis | Oxford-AstraZeneca |
| Alfajayucan                          | 5 de octubre de 2021     | 6 de octubre de 2021     | 2.ª dosis | Oxford-AstraZeneca |
| Almoloya                             | 13 de julio de 2021      | 15 de julio de 2021      | 1er dosis | Oxford-AstraZeneca |
| Almoloya                             | 6 de octubre de 2021     | 8 de octubre de 2021     | 2.ª dosis | Oxford-AstraZeneca |
| Atitalaquia                          | 13 de julio de 2021      | 15 de julio de 2021      | 1er dosis | Oxford-AstraZeneca |
| Atitalaquia                          | 5 de octubre de 2021     | 6 de octubre de 2021     | 2.ª dosis | Oxford-AstraZeneca |
| Chapantongo                          | 13 de julio de 2021      | 15 de julio de 2021      | 1er dosis | Oxford-AstraZeneca |
| Chapantongo                          | 5 de octubre de 2021     | 7 de octubre de 2021     | 2.ª dosis | Oxford-AstraZeneca |
| Chilcuautla                          | 13 de julio de 2021      | 15 de julio de 2021      | 1er dosis | Oxford-AstraZeneca |
| Chilcuautla                          | 7 de octubre de 2021     | 8 de octubre de 2021     | 2.ª dosis | Oxford-AstraZeneca |
| Huichapan                            | 13 de julio de 2021      | 15 de julio de 2021      | 1er dosis | Oxford-AstraZeneca |
| Huichapan                            | 5 de octubre de 2021     | 7 de octubre de 2021     | 2.ª dosis | Oxford-AstraZeneca |
| Metepec                              | 13 de julio de 2021      | 15 de julio de 2021      | 1er dosis | Oxford-AstraZeneca |
| Metepec                              | 5 de octubre de 2021     | 7 de octubre de 2021     | 2.ª dosis | Oxford-AstraZeneca |
| San Bartolo Tutotepec                | 13 de julio de 2021      | 15 de julio de 2021      | 1er dosis | Oxford-AstraZeneca |
| San Bartolo Tutotepec                | 5 de octubre de 2021     | 7 de octubre de 2021     | 2.ª dosis | Oxford-AstraZeneca |
| San Agustín Metzquititlán            | 13 de julio de 2021      | 15 de julio de 2021      | 1er dosis | Oxford-AstraZeneca |
| San Agustín Metzquititlán            | 6 de octubre de 2021     | 7 de octubre de 2021     | 2.ª dosis | Oxford-AstraZeneca |
| San Agustín Tlaxiaca                 | 13 de julio de 2021      | 15 de julio de 2021      | 1er dosis | Oxford-AstraZeneca |
| San Agustín Tlaxiaca                 | 5 de octubre de 2021     | 7 de octubre de 2021     | 2.ª dosis | Oxford-AstraZeneca |
| Tecozautla                           | 13 de julio de 2021      | 15 de julio de 2021      | 1er dosis | Oxford-AstraZeneca |
| Tecozautla                           | 5 de octubre de 2021     | 7 de octubre de 2021     | 2.ª dosis | Oxford-AstraZeneca |
| Tetepango                            | 13 de julio de 2021      | 15 de julio de 2021      | 1er dosis | Oxford-AstraZeneca |
| Tetepango                            | 7 de octubre de 2021     | 8 de octubre de 2021     | 2.ª dosis | Oxford-AstraZeneca |
| Tlahuiltepa                          | 13 de julio de 2021      | 15 de julio de 2021      | 1er dosis | Oxford-AstraZeneca |
| Tlahuiltepa                          | 5 de octubre de 2021     | 6 de octubre de 2021     | 2.ª dosis | Oxford-AstraZeneca |
| Tolcayuca                            | 13 de julio de 2021      | 15 de julio de 2021      | 1er dosis | Oxford-AstraZeneca |
| Tolcayuca                            | 5 de octubre de 2021     | 6 de octubre de 2021     | 2.ª dosis | Oxford-AstraZeneca |
| Zacualtipán de Ángeles               | 13 de julio de 2021      | 15 de julio de 2021      | 1er dosis | Oxford-AstraZeneca |
| Zacualtipán de Ángeles               | 5 de octubre de 2021     | 7 de octubre de 2021     | 2.ª dosis | Oxford-AstraZeneca |
| Zimapán                              | 13 de julio de 2021      | 15 de julio de 2021      | 1er dosis | Oxford-AstraZeneca |
| Zimapán                              | 5 de octubre de 2021     | 6 de octubre de 2021     | 2.ª dosis | Oxford-AstraZeneca |
| Acaxochitlán                         | 13 de julio de 2021      | 16 de julio de 2021      | 1er dosis | Oxford-AstraZeneca |
| Acaxochitlán                         | 5 de octubre de 2021     | 8 de octubre de 2021     | 2.ª dosis | Oxford-AstraZeneca |
| Atotonilco El Grande                 | 13 de julio de 2021      | 16 de julio de 2021      | 1er dosis | Oxford-AstraZeneca |
| Atotonilco El Grande                 | 5 de octubre de 2021     | 8 de octubre de 2021     | 2.ª dosis | Oxford-AstraZeneca |
| Chapulhuacán                         | 13 de julio de 2021      | 16 de julio de 2021      | 1er dosis | Oxford-AstraZeneca |
| Chapulhuacán                         | 5 de octubre de 2021     | 7 de octubre de 2021     | 2.ª dosis | Oxford-AstraZeneca |
| Huahutla                             | 13 de julio de 2021      | 16 de julio de 2021      | 1er dosis | Oxford-AstraZeneca |
| Huahutla                             | 5 de octubre de 2021     | 8 de octubre de 2021     | 2.ª dosis | Oxford-AstraZeneca |
| Huehuetla                            | 13 de julio de 2021      | 16 de julio de 2021      | 1er dosis | Oxford-AstraZeneca |
| Huehuetla                            | 5 de octubre de 2021     | 7 de octubre de 2021     | 2.ª dosis | Oxford-AstraZeneca |
| Pisaflores                           | 13 de julio de 2021      | 16 de julio de 2021      | 1er dosis | Oxford-AstraZeneca |
| Pisaflores                           | 6 de octubre de 2021     | 8 de octubre de 2021     | 2.ª dosis | Oxford-AstraZeneca |
| San Felipe Orizatlán                 | 13 de julio de 2021      | 16 de julio de 2021      | 1er dosis | Oxford-AstraZeneca |
| San Felipe Orizatlán                 | 5 de octubre de 2021     | 8 de octubre de 2021     | 2.ª dosis | Oxford-AstraZeneca |
| Tenango de Doria                     | 13 de julio de 2021      | 16 de julio de 2021      | 1er dosis | Oxford-AstraZeneca |
| Tenango de Doria                     | 5 de octubre de 2021     | 7 de octubre de 2021     | 2.ª dosis | Oxford-AstraZeneca |
| Tlaxcoapan                           | 13 de julio de 2021      | 16 de julio de 2021      | 1er dosis | Oxford-AstraZeneca |
| Tlaxcoapan                           | 5 de octubre de 2021     | 6 de octubre de 2021     | 2.ª dosis | Oxford-AstraZeneca |
| Tasquillo                            | 14 de julio de 2021      | 15 de julio de 2021      | 1er dosis | Oxford-AstraZeneca |
| Tasquillo                            | 6 de octubre de 2021     | 7 de octubre de 2021     | 2.ª dosis | Oxford-AstraZeneca |
| Calnali                              | 14 de julio de 2021      | 16 de julio de 2021      | 1er dosis | Oxford-AstraZeneca |
| Calnali                              | 6 de octubre de 2021     | 8 de octubre de 2021     | 2.ª dosis | Oxford-AstraZeneca |
| Huazalingo                           | 14 de julio de 2021      | 16 de julio de 2021      | 1er dosis | Oxford-AstraZeneca |
| Huazalingo                           | 6 de octubre de 2021     | 7 de octubre de 2021     | 2.ª dosis | Oxford-AstraZeneca |
| Lolotla                              | 14 de julio de 2021      | 16 de julio de 2021      | 1er dosis | Oxford-AstraZeneca |
| Lolotla                              | 6 de octubre de 2021     | 8 de octubre de 2021     | 2.ª dosis | Oxford-AstraZeneca |
| Tlanchinol                           | 14 de julio de 2021      | 16 de julio de 2021      | 1er dosis | Oxford-AstraZeneca |
| Tlanchinol                           | 6 de octubre de 2021     | 8 de octubre de 2021     | 2.ª dosis | Oxford-AstraZeneca |
| Tepehuacán de Guerrero               | 14 de julio de 2021      | 18 de julio de 2021      | 1er dosis | Oxford-AstraZeneca |
| Tepehuacán de Guerrero               | 5 de octubre de 2021     | 8 de octubre de 2021     | 2.ª dosis | Oxford-AstraZeneca |

#### Vacunación de personas de 30 a 39 años
La vacunación de personas de 30 a 39 años empezó el 13 de julio de 2021 en los municipios de Tizayuca, Tula de Allende, Tlanalapa y Eloxochitlán. En el municipio Yahualica, se tenía previsto del 24 al 26 de agosto la vacunación para la población de 30 a 39 años en su segunda dosis; pero el ayuntamiento comunicó que derivado de las fallas eléctricas y los bloqueos en las vías carreteras, que causó el huracán Grace; esta quedaba suspendida.
| Municipio                            | Fecha                    | Fecha                    | Vacuna    | Vacuna             |
| Municipio                            | Inicio                   | Fin                      | Tipo      | Marca              |
| ------------------------------------ | ------------------------ | ------------------------ | --------- | ------------------ |
| Tula de Allende                      | 13 de julio de 2021      | 16 de julio de 2021      | 1er dosis | Oxford-AstraZeneca |
| Tula de Allende                      | 5 de octubre de 2021     | 7 de octubre de 2021     | 2.ª dosis | Oxford-AstraZeneca |
| Tizayuca                             | 13 de julio de 2021      | 16 de julio de 2021      | 1er dosis | Oxford-AstraZeneca |
| Tizayuca                             | 5 de octubre de 2021     | 8 de octubre de 2021     | 2.ª dosis | Oxford-AstraZeneca |
| Eloxochitlán                         | 14 de julio de 2021      | 15 de julio de 2021      | 1er dosis | Oxford-AstraZeneca |
| Eloxochitlán                         | 5 de octubre de 2021     | 5 de octubre de 2021     | 2.ª dosis | Oxford-AstraZeneca |
| Tlanalapa                            | 14 de julio de 2021      | 16 de julio de 2021      | 1er dosis | Sinovac            |
| Tlanalapa                            | 18 de agosto de 2021     | 20 de agosto de 2021     | 2.ª dosis | Sinovac            |
| Tlanalapa                            | 6 de octubre de 2021     | 6 de octubre de 2021     | Rezagados | Oxford-AstraZeneca |
| Pacula                               | 20 de julio de 2021      | 21 de julio de 2021      | 1er dosis | Sinovac            |
| Pacula                               | 25 de agosto de 2021     | 26 de agosto de 2021     | 2.ª dosis | Sinovac            |
| Xochicoatlán                         | 20 de julio de 2021      | 21 de julio de 2021      | Monodosis | CanSino            |
| Xochiatipan                          | 20 de julio de 2021      | 21 de julio de 2021      | Monodosis | CanSino            |
| Huehuetla                            | 20 de julio de 2021      | 22 de julio de 2021      | 1er dosis | Oxford-AstraZeneca |
| Huehuetla                            | 14 de octubre de 2021    | 16 de octubre de 2021    | 2.ª dosis | Oxford-AstraZeneca |
| Tenango de Doria                     | 20 de julio de 2021      | 22 de julio de 2021      | 1er dosis | Sinovac            |
| Tenango de Doria                     | 25 de agosto de 2021     | 27 de agosto de 2021     | 2.ª dosis | Sinovac            |
| Tlaxcoapan                           | 20 de julio de 2021      | 22 de julio de 2021      | 1er dosis | Oxford-AstraZeneca |
| Tlaxcoapan                           | 14 de octubre de 2021    | 15 de octubre de 2021    | 2.ª dosis | Oxford-AstraZeneca |
| Atlapexco                            | 20 de julio de 2021      | 23 de julio de 2021      | Monodosis | CanSino            |
| Huautla                              | 20 de julio de 2021      | 23 de julio de 2021      | Monodosis | CanSino            |
| Pachuca de Soto                      | 20 de julio de 2021      | 23 de julio de 2021      | 1er dosis | Oxford-AstraZeneca |
| Pachuca de Soto                      | 13 de octubre de 2021    | 15 de octubre de 2021    | 2.ª dosis | Oxford-AstraZeneca |
| Jaltocán                             | 21 de julio de 2021      | 23 de julio de 2021      | 1er dosis | Oxford-AstraZeneca |
| Tepeji del Río de Ocampo             | 21 de julio de 2021      | 23 de julio de 2021      | 1er dosis | Sinovac            |
| Tepeji del Río de Ocampo             | 21 de agosto de 2021     | 23 de agosto de 2021     | 2.ª dosis | Sinovac            |
| Tulancingo de Bravo                  | 21 de julio de 2021      | 24 de julio de 2021      | 1er dosis | Sinovac            |
| Tulancingo de Bravo                  | 25 de agosto de 2021     | 28 de agosto de 2021     | 2.ª dosis | Sinovac            |
| Nopala de Villagrán                  | 26 de julio de 2021      | 27 de julio de 2021      | 1er dosis | Sinovac            |
| Nopala de Villagrán                  | 24 de agosto de 2021     | 25 de agosto de 2021     | 2.ª dosis | Sinovac            |
| Almoloya                             | 26 de julio de 2021      | 28 de julio de 2021      | 1er dosis | Sinovac            |
| Almoloya                             | 23 de agosto de 2021     | 25 de agosto de 2021     | 2.ª dosis | Sinovac            |
| Chapantongo                          | 26 de julio de 2021      | 28 de julio de 2021      | 1er dosis | Sinovac            |
| Chapantongo                          | 26 de agosto de 2021     | 28 de agosto de 2021     | 2.ª dosis | Sinovac            |
| Emiliano Zapata                      | 26 de julio de 2021      | 28 de julio de 2021      | 1er dosis | Sinovac            |
| Emiliano Zapata                      | 25 de agosto de 2021     | 27 de agosto de 2021     | 2.ª dosis | Sinovac            |
| Huichapan                            | 26 de julio de 2021      | 28 de julio de 2021      | 1er dosis | Sinovac            |
| Huichapan                            | 24 de agosto de 2021     | 26 de agosto de 2021     | 2.ª dosis | Sinovac            |
| Tecozautla                           | 26 de julio de 2021      | 28 de julio de 2021      | 1er dosis | Sinovac            |
| Tecozautla                           | 24 de agosto de 2021     | 26 de agosto de 2021     | 2.ª dosis | Sinovac            |
| Apan                                 | 26 de julio de 2021      | 29 de julio de 2021      | 1er dosis | Sinovac            |
| Apan                                 | 23 de agosto de 2021     | 26 de agosto de 2021     | 2.ª dosis | Sinovac            |
| Tepeapulco                           | 26 de julio de 2021      | 29 de julio de 2021      | 1er dosis | Sinovac            |
| Tepeapulco                           | 24 de agosto de 2021     | 27 de agosto de 2021     | 2.ª dosis | Sinovac            |
| Epazoyucan                           | 27 de julio de 2021      | 28 de julio de 2021      | 1er dosis | Sinovac            |
| Epazoyucan                           | 24 de agosto de 2021     | 26 de agosto de 2021     | 2.ª dosis | Sinovac            |
| Nicolás Flores                       | 27 de julio de 2021      | 28 de julio de 2021      | 1er dosis | Sinovac            |
| Nicolás Flores                       | 25 de agosto de 2021     | 27 de agosto de 2021     | 2.ª dosis | Sinovac            |
| Nicolás Flores                       | 8 de septiembre de 2021  | 8 de septiembre de 2021  | Rezagados | Sinovac            |
| Tetepango                            | 27 de julio de 2021      | 28 de julio de 2021      | 1er dosis | Sinovac            |
| Tetepango                            | 24 de agosto de 2021     | 25 de agosto de 2021     | 2.ª dosis | Sinovac            |
| Tepetitlán                           | 27 de julio de 2021      | 28 de julio de 2021      | 1er dosis | Sinovac            |
| Tepetitlán                           | 24 de agosto de 2021     | 25 de agosto de 2021     | 2.ª dosis | Sinovac            |
| Huasca de Ocampo                     | 27 de julio de 2021      | 29 de julio de 2021      | 1er dosis | Sinovac            |
| Huasca de Ocampo                     | 24 de agosto de 2021     | 26 de agosto de 2021     | 2.ª dosis | Sinovac            |
| Omitlán de Juárez                    | 27 de julio de 2021      | 29 de julio de 2021      | 1er dosis | Sinovac            |
| Omitlán de Juárez                    | 31 de agosto de 2021     | 2 de septiembre de 2021  | 2.ª dosis | Sinovac            |
| Progreso de Obregón                  | 27 de julio de 2021      | 29 de julio de 2021      | 1er dosis | Sinovac            |
| Progreso de Obregón                  | 24 de agosto de 2021     | 26 de agosto de 2021     | 2.ª dosis | Sinovac            |
| San Salvador                         | 27 de julio de 2021      | 29 de julio de 2021      | 1er dosis | Sinovac            |
| San Salvador                         | 24 de agosto de 2021     | 26 de agosto de 2021     | 2.ª dosis | Sinovac            |
| Santiago de Anaya                    | 27 de julio de 2021      | 29 de julio de 2021      | 1er dosis | Sinovac            |
| Santiago de Anaya                    | 24 de agosto de 2021     | 26 de agosto de 2021     | 2.ª dosis | Sinovac            |
| Tezontepec de Aldama                 | 27 de julio de 2021      | 29 de julio de 2021      | 1er dosis | Sinovac            |
| Tezontepec de Aldama                 | 24 de agosto de 2021     | 26 de agosto de 2021     | 2.ª dosis | Sinovac            |
| Tianguistengo                        | 27 de julio de 2021      | 29 de julio de 2021      | 1er dosis | Oxford-AstraZeneca |
| Tianguistengo                        | 19 de octubre de 2021    | 21 de octubre de 2021    | 2.ª dosis | Oxford-AstraZeneca |
| Tlahuelilpan                         | 27 de julio de 2021      | 29 de julio de 2021      | 1er dosis | Sinovac            |
| Tlahuelilpan                         | 24 de agosto de 2021     | 26 de agosto de 2021     | 2.ª dosis | Sinovac            |
| Tolcayuca                            | 27 de julio de 2021      | 29 de julio de 2021      | 1er dosis | Sinovac            |
| Tolcayuca                            | 27 de agosto de 2021     | 29 de agosto de 2021     | 2.ª dosis | Sinovac            |
| Zapotlán de Juárez                   | 27 de julio de 2021      | 29 de julio de 2021      | 1er dosis | Sinovac            |
| Zapotlán de Juárez                   | 27 de agosto de 2021     | 29 de agosto de 2021     | 2.ª dosis | Sinovac            |
| Zimapán                              | 27 de julio de 2021      | 29 de julio de 2021      | 1er dosis | Sinovac            |
| Zimapán                              | 25 de agosto de 2021     | 27 de agosto de 2021     | 2.ª dosis | Sinovac            |
| Acatlán                              | 27 de julio de 2021      | 30 de julio de 2021      | 1er dosis | Sinovac            |
| Acatlán                              | 31 de agosto de 2021     | 03 de septiembre de 2021 | 2.ª dosis | Sinovac            |
| Actopan                              | 27 de julio de 2021      | 30 de julio de 2021      | 1er dosis | Sinovac            |
| Actopan                              | 24 de agosto de 2021     | 27 de agosto de 2021     | 2.ª dosis | Sinovac            |
| Chapulhuacán                         | 27 de julio de 2021      | 30 de julio de 2021      | 1er dosis | Sinovac            |
| Chapulhuacán                         | 25 de agosto de 2021     | 27 de agosto de 2021     | 2.ª dosis | Sinovac            |
| Chapulhuacán                         | 8 de septiembre de 2021  | 8 de septiembre de 2021  | Rezagados | Sinovac            |
| Francisco I. Madero                  | 27 de julio de 2021      | 30 de julio de 2021      | 1er dosis | Sinovac            |
| Francisco I. Madero                  | 24 de agosto de 2021     | 27 de agosto de 2021     | 2.ª dosis | Sinovac            |
| Ixmiquilpan                          | 27 de julio de 2021      | 30 de julio de 2021      | 1er dosis | Sinovac            |
| Ixmiquilpan                          | 25 de agosto de 2021     | 28 de agosto de 2021     | 2.ª dosis | Sinovac            |
| Mineral de la Reforma                | 27 de julio de 2021      | 30 de julio de 2021      | 1er dosis | Sinovac            |
| Mineral de la Reforma                | 24 de agosto de 2021     | 27 de agosto de 2021     | 2.ª dosis | Sinovac            |
| Mixquiahuala de Juárez               | 27 de julio de 2021      | 30 de julio de 2021      | 1er dosis | Sinovac            |
| Mixquiahuala de Juárez               | 24 de agosto de 2021     | 27 de agosto de 2021     | 2.ª dosis | Sinovac            |
| San Felipe Orizatlán                 | 27 de julio de 2021      | 30 de julio de 2021      | 1er dosis | Sinovac            |
| San Felipe Orizatlán                 | 24 de agosto de 2021     | 27 de agosto de 2021     | 2.ª dosis | Sinovac            |
| Tasquillo                            | 27 de julio de 2021      | 30 de julio de 2021      | 1er dosis | Sinovac            |
| Tasquillo                            | 26 de agosto de 2021     | 25 de agosto de 2021     | 2.ª dosis | Sinovac            |
| Tasquillo                            | 10 de septiembre de 2021 | 10 de septiembre de 2021 | Rezagados | Sinovac            |
| Yahualica                            | 27 de julio de 2021      | 30 de julio de 2021      | 1er dosis | Sinovac            |
| Yahualica                            | 31 de agosto de 2021     | 02 de septiembre de 2021 | 2.ª dosis | Sinovac            |
| Huejutla de Reyes                    | 27 de julio de 2021      | 31 de julio de 2021      | 1er dosis | Sinovac            |
| Huejutla de Reyes                    | 24 de agosto de 2021     | 27 de agosto de 2021     | 2.ª dosis | Sinovac            |
| Atitalaquia                          | 28 de julio de 2021      | 29 de julio de 2021      | 1er dosis | Sinovac            |
| Atitalaquia                          | 24 de agosto de 2021     | 25 de agosto de 2021     | 2.ª dosis | Sinovac            |
| Jacala de Ledezma                    | 28 de julio de 2021      | 29 de julio de 2021      | 1er dosis | Oxford-AstraZeneca |
| Jacala de Ledezma                    | 19 de octubre de 2021    | 21 de octubre de 2021    | 2.ª dosis | Oxford-AstraZeneca |
| Acaxochitlán                         | 28 de julio de 2021      | 30 de julio de 2021      | 1er dosis | Sinovac            |
| Acaxochitlán                         | 25 de agosto de 2021     | 28 de agosto de 2021     | 2.ª dosis | Sinovac            |
| Agua Blanca de Iturbide              | 28 de julio de 2021      | 30 de julio de 2021      | 1er dosis | Sinovac            |
| Agua Blanca de Iturbide              | 25 de agosto de 2021     | 27 de agosto de 2021     | 2.ª dosis | Sinovac            |
| Cuautepec de Hinojosa                | 28 de julio de 2021      | 30 de julio de 2021      | 1er dosis | Sinovac            |
| Cuautepec de Hinojosa                | 31 de agosto de 2021     | 03 de septiembre de 2021 | 2.ª dosis | Sinovac            |
| Metepec                              | 28 de julio de 2021      | 30 de julio de 2021      | 1er dosis | Sinovac            |
| Metepec                              | 25 de agosto de 2021     | 27 de agosto de 2021     | 2.ª dosis | Sinovac            |
| Molango de Escamilla                 | 28 de julio de 2021      | 30 de julio de 2021      | 1er dosis | Oxford-AstraZeneca |
| Molango de Escamilla                 | 14 de octubre de 2021    | 15 de octubre de 2021    | 2.ª dosis | Oxford-AstraZeneca |
| San Agustín Tlaxiaca                 | 28 de julio de 2021      | 30 de julio de 2021      | 1er dosis | Sinovac            |
| San Agustín Tlaxiaca                 | 25 de agosto de 2021     | 27 de agosto de 2021     | 2.ª dosis | Sinovac            |
| San Bartolo Tutotepec                | 28 de julio de 2021      | 30 de julio de 2021      | 1er dosis | Sinovac            |
| San Bartolo Tutotepec                | 25 de agosto de 2021     | 27 de agosto de 2021     | 2.ª dosis | Sinovac            |
| Santiago Tulantepec de Lugo Guerrero | 28 de julio de 2021      | 30 de julio de 2021      | 1er dosis | Sinovac            |
| Santiago Tulantepec de Lugo Guerrero | 31 de agosto de 2021     | 03 de septiembre de 2021 | 2.ª dosis | Sinovac            |
| La Misión                            | 28 de julio de 2021      | 30 de julio de 2021      | 1er dosis | Sinovac            |
| La Misión                            | 25 de agosto de 2021     | 26 de agosto de 2021     | 2.ª dosis | Sinovac            |
| La Misión                            | 8 de septiembre de 2021  | 8 de septiembre de 2021  | Rezagados | Sinovac            |
| Chilcuautla                          | 29 de julio de 2021      | 30 de julio de 2021      | 1er dosis | Sinovac            |
| Chilcuautla                          | 26 de julio de 2021      | 28 de julio de 2021      | 2.ª dosis | Sinovac            |
| El Arenal                            | 29 de julio de 2021      | 30 de julio de 2021      | 1er dosis | Sinovac            |
| El Arenal                            | 31 de agosto de 2021     | 1 de septiembre de 2021  | 2.ª dosis | Sinovac            |
| Singuilucan                          | 29 de julio de 2021      | 30 de julio de 2021      | 1er dosis | Sinovac            |
| Singuilucan                          | 26 de agosto de 2021     | 27 de agosto de 2021     | 2.ª dosis | Sinovac            |
| Pisaflores                           | 29 de julio de 2021      | 30 de julio de 2021      | 1er dosis | Sinovac            |
| Pisaflores                           | 26 de agosto de 2021     | 27 de agosto de 2021     | 2.ª dosis | Sinovac            |
| Pisaflores                           | 8 de septiembre de 2021  | 8 de septiembre de 2021  | Rezagados | Sinovac            |
| Alfajayucan                          | 29 de julio de 2021      | 31 de julio de 2021      | 1er dosis | Sinovac            |
| Alfajayucan                          | 26 de agosto de 2021     | 28 de agosto de 2021     | 2.ª dosis | Sinovac            |
| Cardonal                             | 30 de julio de 2021      | 31 de julio de 2021      | 1er dosis | Sinovac            |
| Cardonal                             | 27 de agosto de 2021     | 28 de agosto de 2021     | 2.ª dosis | Sinovac            |
| Mineral del Monte                    | 2 de agosto de 2021      | 3 de agosto de 2021      | 1er dosis | Sinovac            |
| Mineral del Monte                    | 31 de agosto de 2021     | 1 de septiembre de 2021  | 2.ª dosis | Sinovac            |
| Ajacuba                              | 3 de agosto de 2021      | 4 de agosto de 2021      | 1er dosis | Sinovac            |
| Ajacuba                              | 31 de agosto de 2021     | 2 de septiembre de 2021  | 2.ª dosis | Sinovac            |
| Metztitlán                           | 3 de agosto de 2021      | 4 de agosto de 2021      | 1er dosis | Sinovac            |
| Metztitlán                           | 31 de agosto de 2021     | 3 de septiembre de 2021  | 2.ª dosis | Sinovac            |
| Metztitlán                           | 9 de septiembre de 2021  | 9 de septiembre de 2021  | Rezagados | Sinovac            |
| Mineral del Chico                    | 3 de agosto de 2021      | 4 de agosto de 2021      | 1er dosis | Sinovac            |
| Mineral del Chico                    | 31 de agosto de 2021     | 01 de septiembre de 2021 | 2.ª dosis | Sinovac            |
| Tlahuiltepa                          | 3 de agosto de 2021      | 4 de agosto de 2021      | 1er dosis | Sinovac            |
| Tlahuiltepa                          | 31 de agosto de 2021     | 1 de septiembre de 2021  | 2.ª dosis | Sinovac            |
| San Agustín Metzquititlán            | 3 de agosto de 2021      | 5 de agosto de 2021      | 1er dosis | Sinovac            |
| San Agustín Metzquititlán            | 31 de agosto de 2021     | 2 de septiembre de 2021  | 2.ª dosis | Sinovac            |
| San Agustín Metzquititlán            | 9 de septiembre de 2021  | 9 de septiembre de 2021  | Rezagados | Sinovac            |
| Villa de Tezontepec                  | 3 de agosto de 2021      | 5 de agosto de 2021      | 1er dosis | Sinovac            |
| Villa de Tezontepec                  | 31 de agosto de 2021     | 01 de septiembre de 2021 | 2.ª dosis | Sinovac            |
| Atotonilco El Grande                 | 3 de agosto de 2021      | 6 de agosto de 2021      | 1er dosis | Sinovac            |
| Atotonilco El Grande                 | 7 de septiembre de 2021  | 10 de septiembre de 2021 | 2.ª dosis | Sinovac            |
| Atotonilco de Tula                   | 3 de agosto de 2021      | 6 de agosto de 2021      | 1er dosis | Sinovac            |
| Atotonilco de Tula                   | 31 de agosto de 2021     | 3 de agosto de 2021      | 2.ª dosis | Sinovac            |
| Tlanchinol                           | 3 de agosto de 2021      | 6 de agosto de 2021      | 1er dosis | Sinovac            |
| Tlanchinol                           | 1 de septiembre de 2021  | 3 de septiembre de 2021  | 2.ª dosis | Sinovac            |
| Zacualtipán de Ángeles               | 3 de agosto de 2021      | 6 de agosto de 2021      | 1er dosis | Sinovac            |
| Zacualtipán de Ángeles               | 31 de agosto de 2021     | 3 de septiembre de 2021  | 2.ª dosis | Sinovac            |
| Zempoala                             | 3 de agosto de 2021      | 6 de agosto de 2021      | 1er dosis | Sinovac            |
| Zempoala                             | 3 de septiembre de 2021  | 6 de septiembre de 2021  | 2.ª dosis | Sinovac            |
| Juárez Hidalgo                       | 4 de agosto de 2021      | 4 de agosto de 2021      | 1er dosis | Sinovac            |
| Juárez Hidalgo                       | 21 de agosto de 2021     | 21 de agosto de 2021     | 2.ª dosis | Sinovac            |
| Calnali                              | 4 de agosto de 2021      | 6 de agosto de 2021      | 1er dosis | Sinovac            |
| Calnali                              | 1 de septiembre de 2021  | 3 de septiembre de 2021  | 2.ª dosis | Sinovac            |
| Huazalingo                           | 4 de agosto de 2021      | 6 de agosto de 2021      | 1er dosis | Sinovac            |
| Huazalingo                           | 1 de septiembre de 2021  | 3 de septiembre de 2021  | 2.ª dosis | Sinovac            |
| Lolotla                              | 4 de agosto de 2021      | 6 de agosto de 2021      | 1er dosis | Sinovac            |
| Lolotla                              | 1 de septiembre de 2021  | 3 de septiembre de 2021  | 2.ª dosis | Sinovac            |
| Tepehuacán de Guerrero               | 4 de agosto de 2021      | 10 de agosto de 2021     | 1er dosis | Sinovac            |

#### Vacunación de personas de 18 a 29 años
El 9 de agosto de 2021, empezó la vacunación contra la covid-19 para los adultos de 18 a 29 años de edad en los municipios de Pachuca de Soto, Pacula, Tizayuca, Xochiatipan, Zempoala, Atitalaquia, Mineral de la Reforma, Tepeapulco, Tepeji del Río de Ocampo, Tula de Allende y Tulancingo de Bravo. Se reportó que algunos jóvenes, acuden a vacunarse con botargas o disfrazados de superhéroes o personajes de ciencia ficción. En el municipio de Tula de Allende, las dosis programadas se agotaran, e anunció que se dispondrán 5 mil vacunas más de vacunas. En el municipio de Tizayuca, debido a la alta afluencia de personas, se solicitaron 4500 dosis extra a las 24 mil contempladas.
El 17 de agosto, en Mineral de la Reforma, se agotaron las vacunas y se suspendió la inmunización, primero fue en el módulo PRED de Campestre Villas del Álamo, después en los módulos del Centro de Alto Rendimiento en La Providencia, el Polideportivo CEUMH en Tulipanes. En el módulo CEUMH los asistentes se molestaron y fueron agresivos con los trabajadores. Las personas fueron derivados a otras sedes, como la delegación del ISSSTE en Plaza Perisur, y el centro permanente Jesús Corona del Rosal ambos en Pachuca de Soto; en el primero hubo falta de organización; y en el segundo se acabaron las dosis de AstraZeneca y se aplicaron solo alrededor de 700 dosis de Sinovac. Una de las razones por la falta de dosis fue que personas de otros municipios acudieron a vacunarse a Mineral de la Reforma. El 20 de agosto, se repuso las dosis para los jóvenes que no alcanzaron.
| Municipio                            | Fecha                    | Fecha                    | Vacuna    | Vacuna             |
| Municipio                            | Inicio                   | Fin                      | Tipo      | Marca              |
| ------------------------------------ | ------------------------ | ------------------------ | --------- | ------------------ |
| Tepeapulco                           | 9 de agosto de 2021      | 12 de agosto de 2021     | 1er dosis | Oxford-AstraZeneca |
| Tepeapulco                           | 25 de octubre de 2021    | 28 de octubre de 2021    | 2.ª dosis | Oxford-AstraZeneca |
| Pachuca de Soto                      | 9 de agosto de 2021      | 12 de agosto de 2021     | 1er dosis | Sinovac            |
| Pachuca de Soto                      | 9 de septiembre de 2021  | 12 de septiembre de 2021 | 2.ª dosis | Sinovac            |
| Pacula                               | 10 de agosto de 2021     | 11 de agosto de 2021     | 1er dosis | Sinovac            |
| Pacula                               | 7 de septiembre de 2021  | 8 de septiembre de 2021  | 2.ª dosis | Sinovac            |
| Atitalaquia                          | 10 de agosto de 2021     | 12 de agosto de 2021     | 1er dosis | Oxford-AstraZeneca |
| Atitalaquia                          | 25 de octubre de 2021    | 27 de octubre de 2021    | 2.ª dosis | Oxford-AstraZeneca |
| Xochiatipan                          | 10 de agosto de 2021     | 12 de agosto de 2021     | 1er dosis | Sinovac            |
| Xochiatipan                          | 7 de septiembre de 2021  | 8 de septiembre de 2021  | 2.ª dosis | Sinovac            |
| Tepeji del Río de Ocampo             | 10 de agosto de 2021     | 13 de agosto de 2021     | 1er dosis | Oxford-AstraZeneca |
| Tepeji del Río de Ocampo             | 25 de octubre de 2021    | 29 de octubre de 2021    | 2.ª dosis | Oxford-AstraZeneca |
| Tizayuca                             | 10 de agosto de 2021     | 13 de agosto de 2021     | 1er dosis | Sinovac            |
| Tizayuca                             | 13 de agosto de 2021     | 13 de agosto de 2021     | 1er dosis | Oxford-AstraZeneca |
| Tizayuca                             | 7 de septiembre de 2021  | 10 de septiembre de 2021 | 2.ª dosis | Sinovac            |
| Tizayuca                             | 13 de septiembre de 2021 | 15 de septiembre de 2021 | Rezagados | Sinovac            |
| Tizayuca                             | 22 de septiembre de 2021 | 25 de septiembre de 2021 | 2.ª dosis | Oxford-AstraZeneca |
| Tulancingo de Bravo                  | 10 de agosto de 2021     | 13 de agosto de 2021     | 1er dosis | Oxford-AstraZeneca |
| Tulancingo de Bravo                  | 25 de octubre de 2021    | 28 de octubre de 2021    | 2.ª dosis | Oxford-AstraZeneca |
| Tula de Allende                      | 10 de agosto de 2021     | 13 de agosto de 2021     | 1er dosis | Oxford-AstraZeneca |
| Tula de Allende                      | 26 de octubre de 2021    | 29 de octubre de 2021    | 2.ª dosis | Oxford-AstraZeneca |
| Zempoala                             | 10 de agosto de 2021     | 13 de agosto de 2021     | 1er dosis | Sinovac            |
| Zempoala                             | 7 de septiembre de 2021  | 11 de septiembre de 2021 | 2.ª dosis | Sinovac            |
| Nicolás Flores                       | 12 de agosto de 2021     | 13 de agosto de 2021     | 1er dosis | Oxford-AstraZeneca |
| Nicolás Flores                       | 25 de octubre de 2021    | 26 de octubre de 2021    | 2.ª dosis | Oxford-AstraZeneca |
| Mineral de la Reforma                | 13 de agosto de 2021     | 17 de agosto de 2021     | 1er dosis | Oxford-AstraZeneca |
| Mineral de la Reforma                | 20 de agosto de 2021     |                          | 1er dosis | Oxford-AstraZeneca |
| Mineral de la Reforma                | 25 de octubre de 2021    | 26 de octubre de 2021    | 2.ª dosis | Oxford-AstraZeneca |
| Tolcayuca                            | 16 de agosto de 2021     | 17 de agosto de 2021     | 1er dosis | Oxford-AstraZeneca |
| Villa de Tezontepec                  | 24 de agosto de 2021     | 25 de agosto de 2021     | 1er dosis | Oxford-AstraZeneca |
| Villa de Tezontepec                  | 4 de noviembre de 2021   | 5 de noviembre de 2021   | 2.ª dosis | Oxford-AstraZeneca |
| Cuautepec de Hinojosa                | 9 de septiembre de 2021  | 11 de septiembre de 2021 | 1er dosis | Oxford-AstraZeneca |
| Cuautepec de Hinojosa                | 4 de noviembre de 2021   | 6 de noviembre de 2021   | 2.ª dosis | Oxford-AstraZeneca |
| Ixmiquilpan                          | 14 de septiembre de 2021 | 18 de septiembre de 2021 | 1er dosis | Sinovac            |
| Ixmiquilpan                          | 22 de octubre de 2021    | 23 de octubre de 2021    | 2.ª dosis | Sinovac            |
| Tasquillo                            | 21 de septiembre de 2021 | 22 de septiembre de 2021 | 1er dosis | Sinovac            |
| Tasquillo                            | 20 de octubre de 2021    | 21 de octubre de 2021    | 2.ª dosis | Sinovac            |
| Almoloya                             | 21 de septiembre de 2021 | 23 de septiembre de 2021 | 1er dosis | Sinovac            |
| Almoloya                             | 20 de octubre de 2021    | 22 de octubre de 2021    | 2.ª dosis | Sinovac            |
| Chilcuautla                          | 21 de septiembre de 2021 | 23 de septiembre de 2021 | 1er dosis | Sinovac            |
| Chilcuautla                          | 20 de octubre de 2021    | 22 de octubre de 2021    | 2.ª dosis | Sinovac            |
| Jaltocán                             | 21 de septiembre de 2021 | 23 de septiembre de 2021 | 1er dosis | Sinovac            |
| San Agustín Tlaxiaca                 | 21 de septiembre de 2021 | 23 de septiembre de 2021 | 1er dosis | Sinovac            |
| San Agustín Tlaxiaca                 | 20 de octubre de 2021    | 22 de octubre de 2021    | 2.ª dosis | Sinovac            |
| Tezontepec de Aldama                 | 21 de septiembre de 2021 | 23 de septiembre de 2021 | 1er dosis | Sinovac            |
| Tezontepec de Aldama                 | 19 de septiembre de 2021 | 21 de septiembre de 2021 | 2.ª dosis | Sinovac            |
| Tlahuelilpan                         | 21 de septiembre de 2021 | 23 de septiembre de 2021 | 1er dosis | Sinovac            |
| Tlahuelilpan                         | 19 de octubre de 2021    | 21 de octubre de 2021    | 2.ª dosis | Sinovac            |
| Huejutla de Reyes                    | 21 de septiembre de 2021 | 24 de septiembre de 2021 | 1er dosis | Sinovac            |
| Mixquiahuala de Juárez               | 21 de septiembre de 2021 | 24 de septiembre de 2021 | 1er dosis | Sinovac            |
| Mixquiahuala de Juárez               | 18 de octubre de 2021    | 22 de octubre de 2021    | 2.ª dosis | Sinovac            |
| Tlaxcoapan                           | 21 de septiembre de 2021 | 24 de septiembre de 2021 | 1er dosis | Sinovac            |
| Tlaxcoapan                           | 19 de octubre de 2021    | 22 de octubre de 2021    | 2.ª dosis | Sinovac            |
| Emiliano Zapata                      | 22 de septiembre de 2021 | 24 de septiembre de 2021 | 1er dosis | Sinovac            |
| Emiliano Zapata                      | 20 de octubre de 2021    | 22 de octubre de 2021    | 2.ª dosis | Sinovac            |
| Actopan                              | 27 de septiembre de 2021 | 30 de septiembre de 2021 | 1er dosis | Sinovac            |
| Actopan                              | 18 de octubre de 2021    | 22 de octubre de 2021    | 2.ª dosis | Sinovac            |
| Atotonilco de Tula                   | 28 de septiembre de 2021 | 1 de octubre de 2021     | 1er dosis | Sinovac            |
| Mineral del Monte                    | 4 de octubre de 2021     | 5 de octubre de 2021     | 1er dosis | Oxford-AstraZeneca |
| Epazoyucan                           | 5 de octubre de 2021     | 5 de octubre de 2021     | 1er dosis | Oxford-AstraZeneca |
| Mineral del Chico                    | 5 de octubre de 2021     | 6 de octubre de 2021     | Monodosis | Cansino            |
| Tepetitlán                           | 5 de octubre de 2021     | 6 de octubre de 2021     | Monodosis | Cansino            |
| Atlapexco                            | 5 de octubre de 2021     | 7 de octubre de 2021     | Monodosis | Cansino            |
| Omitlán de Juárez                    | 5 de octubre de 2021     | 7 de octubre de 2021     | Monodosis | Cansino            |
| Santiago Tulantepec de Lugo Guerrero | 5 de octubre de 2021     | 7 de octubre de 2021     | 1er dosis | Oxford-AstraZeneca |
| Santiago de Anaya                    | 5 de octubre de 2021     | 7 de octubre de 2021     | Monodosis | Cansino            |
| Apan                                 | 5 de octubre de 2021     | 8 de octubre de 2021     | 1er dosis | Oxford-AstraZeneca |
| Progreso de Obregón                  | 5 de octubre de 2021     | 8 de octubre de 2021     | Monodosis | Cansino            |
| San Felipe Orizatlán                 | 5 de octubre de 2021     | 8 de octubre de 2021     | 1er dosis | Oxford-AstraZeneca |
| Zapotlán de Juárez                   | 5 de octubre de 2021     | 8 de octubre de 2021     | 1er dosis | Oxford-AstraZeneca |
| Francisco I. Madero                  | 5 de octubre de 2021     | 9 de octubre de 2021     | 1er dosis | Oxford-AstraZeneca |
| Zimapán                              | 5 de octubre de 2021     | 9 de octubre de 2021     | 1er dosis | Oxford-AstraZeneca |
| Singuilucan                          | 6 de octubre de 2021     | 7 de octubre de 2021     | Monodosis | Cansino            |
| Yahualica                            | 6 de octubre de 2021     | 7 de octubre de 2021     | Monodosis | Cansino            |
| Huautla                              | 6 de octubre de 2021     | 8 de octubre de 2021     | Monodosis | Cansino            |
| San Salvador                         | 6 de octubre de 2021     | 8 de octubre de 2021     | 1er dosis | Oxford-AstraZeneca |
| Tlanalapa                            | 6 de octubre de 2021     | 8 de octubre de 2021     | 1er dosis | Oxford-AstraZeneca |
| Ajacuba                              | 7 de octubre de 2021     | 8 de octubre de 2021     | 1er dosis | Oxford-AstraZeneca |
| Nopala de Villagrán                  | 7 de octubre de 2021     | 8 de octubre de 2021     | Monodosis | Cansino            |
| Molango de Escamilla                 | 7 de octubre de 2021     | 8 de octubre de 2021     | Monodosis | Cansino            |
| Alfajayucan                          | 7 de octubre de 2021     | 9 de octubre de 2021     | Monodosis | Cansino            |
| Cardonal                             | 7 de octubre de 2021     | 9 de octubre de 2021     | Monodosis | Cansino            |
| Chapantongo                          | 8 de octubre de 2021     | 10 de octubre de 2021    | Monodosis | Cansino            |
| Jacala de Ledezma                    | 12 de octubre de 2021    | 12 de octubre de 2021    | Monodosis | Cansino            |
| Eloxochitlán                         | 12 de octubre de 2021    | 13 de octubre de 2021    | Monodosis | Cansino            |
| Juárez Hidalgo                       | 12 de octubre de 2021    | 13 de octubre de 2021    | Monodosis | Cansino            |
| Tetepango                            | 12 de octubre de 2021    | 13 de octubre de 2021    | Monodosis | Oxford-AstraZeneca |
| Tlahuiltepa                          | 12 de octubre de 2021    | 13 de octubre de 2021    | Monodosis | Cansino            |
| Xochicoatlán                         | 12 de octubre de 2021    | 13 de octubre de 2021    | Monodosis | Cansino            |
| Chapulhuacán                         | 12 de octubre de 2021    | 14 de octubre de 2021    | Monodosis | Cansino            |
| Huichapan                            | 12 de octubre de 2021    | 14 de octubre de 2021    | 1er dosis | Pfizer-BioNTech    |
| Metepec                              | 12 de octubre de 2021    | 14 de octubre de 2021    | Monodosis | Cansino            |
| Pisaflores                           | 12 de octubre de 2021    | 14 de octubre de 2021    | Monodosis | Cansino            |
| San Bartolo Tutotepec                | 12 de octubre de 2021    | 14 de octubre de 2021    | Monodosis | Cansino            |
| San Agustín Metzquititlán            | 12 de octubre de 2021    | 14 de octubre de 2021    | Monodosis | Cansino            |
| Tecozautla                           | 12 de octubre de 2021    | 14 de octubre de 2021    | 1er dosis | Pfizer-BioNTech    |
| Tenango de Doria                     | 12 de octubre de 2021    | 14 de octubre de 2021    | Monodosis | Cansino            |
| Tianguistengo                        | 12 de octubre de 2021    | 14 de octubre de 2021    | Monodosis | Cansino            |
| Acaxochitlán                         | 12 de octubre de 2021    | 15 de octubre de 2021    | 1er dosis | Pfizer-BioNTech    |
| Agua Blanca de Iturbide              | 12 de octubre de 2021    | 15 de octubre de 2021    | Monodosis | Cansino            |
| Atotonilco El Grande                 | 12 de octubre de 2021    | 15 de octubre de 2021    | 1er dosis | Oxford-AstraZeneca |
| Metztitlán                           | 12 de octubre de 2021    | 15 de octubre de 2021    | Monodosis | Cansino            |
| Tlanchinol                           | 12 de octubre de 2021    | 15 de octubre de 2021    | 1er dosis | Pfizer-BioNTech    |
| Zacualtipán de Ángeles               | 12 de octubre de 2021    | 16 de octubre de 2021    | 1er dosis | Oxford-AstraZeneca |
| Tepehuacán de Guerrero               | 12 de octubre de 2021    | 17 de octubre de 2021    | Monodosis | Cansino            |
| Calnali                              | 13 de octubre de 2021    | 15 de octubre de 2021    | Monodosis | Cansino            |
| El Arenal                            | 13 de octubre de 2021    | 15 de octubre de 2021    | Monodosis | Cansino            |
| La Misión                            | 13 de octubre de 2021    | 15 de octubre de 2021    | Monodosis | Cansino            |
| Huazalingo                           | 13 de octubre de 2021    | 15 de octubre de 2021    | Monodosis | Cansino            |
| Lolotla                              | 13 de octubre de 2021    | 15 de octubre de 2021    | Monodosis | Cansino            |
| Huasca de Ocampo                     | 13 de octubre de 2021    | 15 de octubre de 2021    | Monodosis | Cansino            |
| Acatlán                              | 19 de octubre de 2021    | 22 de octubre de 2021    | 1er dosis | Oxford-AstraZeneca |
| Huehuetla                            | 19 de octubre de 2021    | 22 de octubre de 2021    | Monodosis | Cansino            |

## Centros de vacunación

### Centros permanentes
El 19 de julio de 2021, se habilitó un módulo de vacunación permanente contra la COVID-19, en el Centro de Salud Jesús Corona del Rosal de Pachuca de Soto. El funcionamiento piloto, contempla un suministro inicial de 2000 dosis de la vacuna Oxford-AstraZeneca, para vacunar a 150 personas de manera diaria.  Para la segunda semana se aplicó la vacuna Sinovac a todas las personas que no han recibido la vacuna; y la vacuna Pfizer-BioNTech a aquellos que ya cuentan con una dosis, que por algún motivo no recibieron la segunda. En un horario de lunes a viernes de 01:00 p. m. a 07:00 horas y los días sábado y domingo de 8:00 a. m. a 6:00 p. m.
El módulo operará de manera conjunta con personal de la SSH, IMSS Y Sedena, para atención a la población de los municipios Pachuca, Mineral de la Reforma, Zempoala, Mineral del Monte, San Agustín Tlaxiaca y Zapotlán. Durante su primera semana en funcionamiento se vacunó, as personas rezagadas a partir de los 40 años de edad; y en la segunda semana a rezagados de 30 a 39 años de edad. La demanda de vacunas para rezagados y personas fuera de su municipio se incrementó en los primeros días de apertura del centro permanente.

## Polémicas y controversias
El 4 de abril de 2021, en el municipio de Actopan, personal médico adscrito a la Secretaría de Salud en el municipio Actopan, Hidalgo se manifestaron este día para solicitar la aplicación de la vacuna. El 22 de abril de 2021, personal de salud de la sección 20 del Sindicato Nacional de Trabajadores de la Salud se manifestaron en Pachuca para denunciar que al menos 4000 trabajadores no habían sido vacunados; y alrededor de 180 personas realizaron una marcha por las principales calles de Huejutla, por la misma razón.
Durante la vacunación de personas mayores de 60 años, al 8 de abril de 2021, en Hidalgo se han registrado 24 reacciones graves, de las cuales 10 continúan con atención médica en algún hospital. En el municipio de Metepec una mujer de 75 años, comenzó a presentar malestares y se desmayó; unos 15 minutos después de recibir la vacuna de Sinovac, fue trasladada a un hospital, donde fue declarada muerta. Pero no hay evidencia que el biológico de la farmacéutica china Sinovac provocará el deceso.
Para el 29 de junio de 2021, se dio a conocer que 36 personas vacunadas contra la COVID-19 habían fallecido; 33 decesos corresponden a adultos mayores y tres de entre 50 a 59 años. De los 36 fallecidos, 25 tenían el esquema incompleto y 11 con dos dosis. La dispersión de vacunas aplicadas fue quince de Pfzier, nueve de AstraZéneca, seis de Sinovac y cinco de CanSino.